# مجموعة خليلي للفن الإسلامي
مجموعة ناصر خليلي للفن الإسلامي هي مجموعة خاصة تتضمَّن 26 ألف قطعة توثق الفن الإسلامي على مدى فترة زمنية تصل إلى ما يقرب من 1400 عام، من عام 700 ميلادي وحتى نهاية القرن العشرين. وهي أكبر مجموعات الخليلي الثمانية، وهي مجموعات جمعها وحفظها ونشرها وعرضها الباحث والمجمع والمحسن البريطاني ناصر ديفيد الخليلي، وتعتبر كل منها من بين أهم المجموعات في مجالها. تُعد مجموعة الخليلي واحدة من أكثر مجموعات الفن الإسلامي شمولًا في العالم وأكبرها في أيدي القطاع الخاص.
بالإضافة إلى نسخ القرآن الكريم والمخطوطات النادرة والمصورة، تشمل المجموعة ألبومات ولوحات مصغرة (منمنمات)، وورنيش، وخزف، وزجاج، وكريستال صخري، وأعمال معدنية، وأسلحة ودروع، ومجوهرات، وسجاد، ومنسوجات، وأكثر من 15 ألف عملة معدنية، وعناصر معمارية. تتضمن المجموعة صفحات مطوية من المخطوطات ذات المنمنمات الفارسية، بما في ذلك شاهنامه سلطنة مغول الهند ، والشاهنامه الطهماسبية، وأقدم مخطوطة في تاريخ العالم وهي جامع التواريخ. ومن بين مجموعات الأسلحة والدروع سرج ذهبي يعود تاريخه إلى القرن الثالث عشر من عهد جنكيز خان.
وقد وُصفَت المجموعة الخزفية التي يبلغ عددها نحو 2000 قطعة بأنها غنية بشكل خاص بالفخار الأزرق والأبيض من العصر التيموري وكذلك فخار الأفغان الباميان ما قبل المغول. تتضمن مجموعة المجوهرات أكثر من 600 خاتم. حوالي 200 قطعة مرتبطة بالعلوم والطب الإسلامي في العصور الوسطى، بما في ذلك الأدوات الفلكية لمعرفة اتجاه القبلة نحو مكة المكرمة، والأدوات، والمقاييس، والأوزان، والأوعية السحرية المخصصة للاستخدام الطبي. ومن بين الأدوات العلمية الكرة السماوية التي صُنعت في عامي 1285 و1286، والإسطرلاب الذي يعود تاريخه إلى القرن السابع عشر والذي كلَّف بصنعه سلطان مغول الهند المسلم شاه جهان.
أُقيمَت معارض مستوحاة حصريًا من المجموعة في معرض نيو ساوث ويلز للفنون في سيدني، ومعهد العالم العربي في باريس، والكنيسة الجديدة في أمستردام، بالإضافة إلى العديد من المتاحف والمؤسسات الأخرى في جميع أنحاء العالم. كان المعرض الذي أُقيم في قصر الإمارات في أبو ظبي عام 2008، في ذلك الوقت، أكبر معرض للفن الإسلامي على الإطلاق.
وقد وصفت صحيفة وول ستريت جورنال المجموعة بأنها أعظم مجموعة من الفن الإسلامي على الإطلاق. وفقًا لإدوارد جيبس، رئيس قسم الشرق الأوسط والهند في دار سوثبي للمزادات، فإن هذه المجموعة هي الأفضل من نوعها في أيدي القطاع الخاص.

## مجموعة خليلي

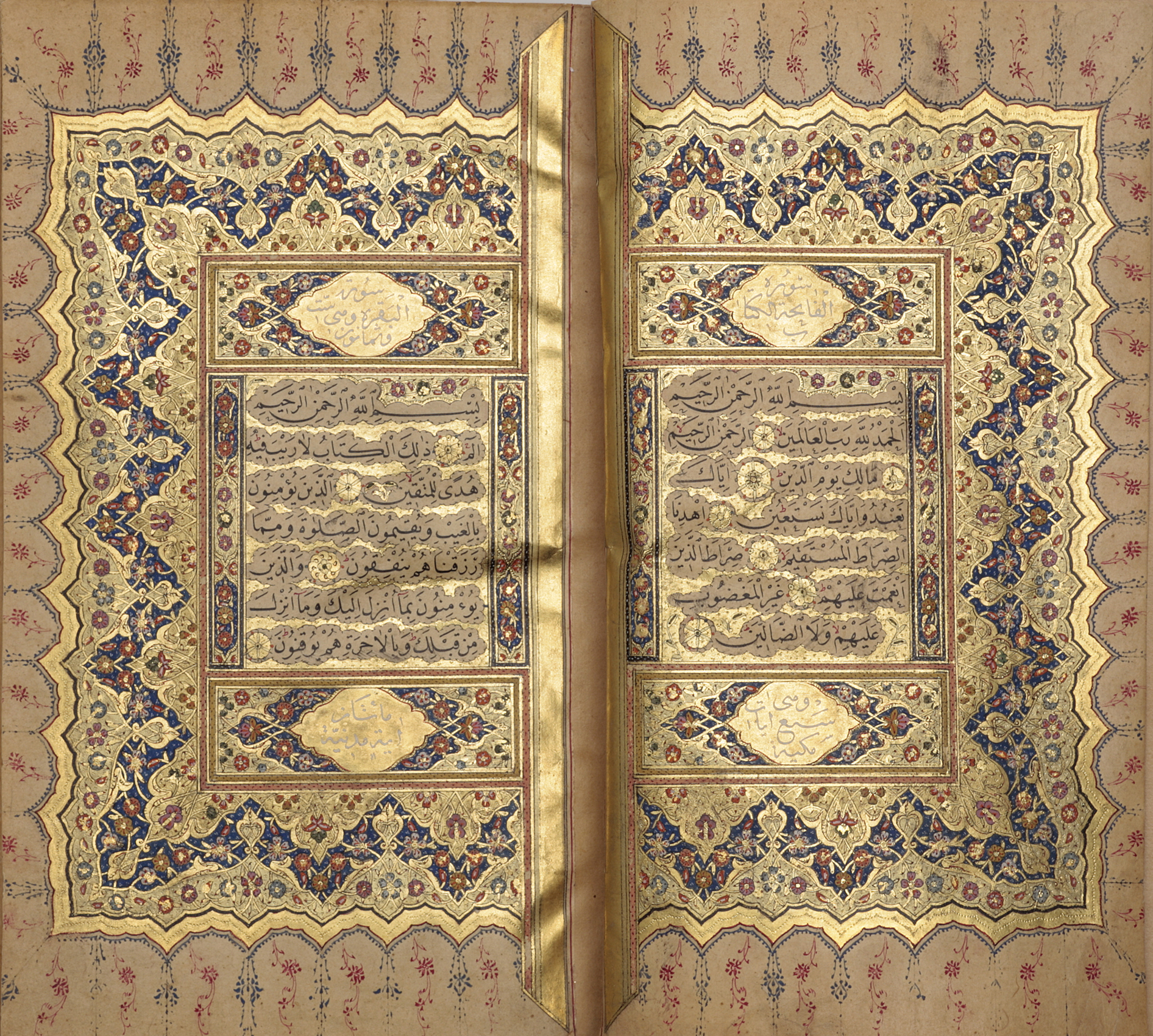
القرآن الكريم، مجلد واحد، إسطنبول، 1778 م

يقيم ناصر ديفيد خليلي في المملكة المتحدة وهو من أصول إيرانية يهودية، وقد جمع ثماني مجموعات فنية مميزة، تعتبر كل منها من بين الأهم في مجالها. في المجموع، فإنها تشمل 35000 قطعة. بدأ بجمع الفن الإسلامي في عام 1970. تركز المجموعات الخاصة عادةً إما على جمع سلسلة كاملة من الأشياء أو على اختيار تلك التي تتمتع بأعلى جودة جمالية؛ تجمع مجموعة خليلي بين التقليدين. تُعد مجموعة الفن الإسلامي واحدة من مجموعتين تركزان على الإسلام، إلى جانب مجموعة الخليلي للحج وفنون الحج. تظهر المينا الإسلامية أيضًا في مجموعة خليلي لمينا العالم. أثناء جمعه للفن الإسلامي، تعرَّف خليلي فن الدمشقة، حيث تُضغط الزخارف الذهبية والفضية على سطح حديدي؛ مما دفعه إلى اقتناء مجموعة منفصلة من الأعمال المعدنية الدمشقية الإسبانية الأندلسية.
بالإضافة إلى جمع المجموعة وحفظها ونشرها وعرضها، قام خليلي بتمويل إنشاء مركز أبحاث في الفن الإسلامي في جامعة أكسفورد بالإضافة إلى أول كرسي جامعي في هذا الموضوع، في كلية الدراسات الشرقية والأفريقية في لندن. ومن بين منشوراته الخاصة كتاب تاريخ الفن والعمارة الإسلامية الذي نُشر بأربع لغات. وقد وصف الخليلي الفن الإسلامي بأنه "الفن الأكثر جمالًا وتنوعًا، والأحب إلى قلبي". ويهدف كما أعلن إلى استخدام الفن والثقافة "لخلق حسن النية بين الغرب والعالم الإسلامي".

## الأشياء الموجودة في المجموعة

### القرآن الكريم

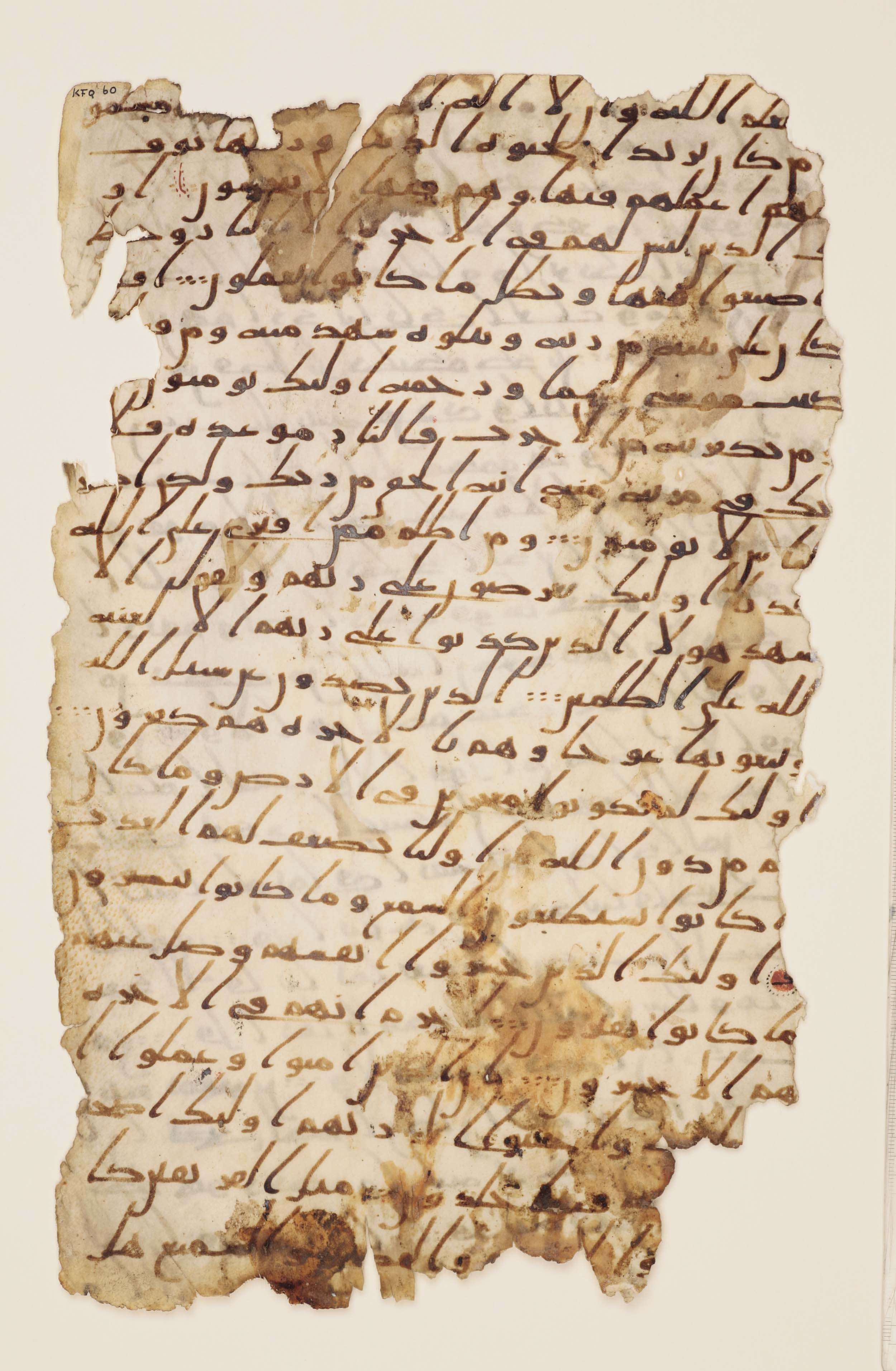
ورقة واحدة من مخطوطة باريسينو-بيتروبوليتانوس ، إحدى أقدم المصاحف الباقية، ربما أصلها من مكة أو المدينة، القرن السابع أو الثامن الميلادي

تتضمن مجموعة المصاحف الكاملة والصفحات الفردية 98 صفحة من قبل عام 1000 ميلادي، و56 صفحة من عام 1000 إلى عام 1400، و60 صفحة من عام 1400 إلى عام 1600، وأكثر من 150 صفحة من بعد عام 1600. وقد وصفها المؤرخ روبرت إروين بأنها "واحدة من أكبر وأكثر مجموعات المخطوطات القرآنية تمثيلًا في العالم" وهي أكبر مجموعة خاصة. من بين أقدم القطع الموجودة في المجموعة بعض الأمثلة الكاملة مع تجليداتها الأصلية. تحتوي المجموعة على نسخة فردية من مخطوطة باريسينو بيتروبوليتانوس، وهي واحدة من أقدم مخطوطات القرآن الكريم الباقية. هناك ورقتان من القرآن الأزرق الذي يعود تاريخه إلى القرن العاشر، وهو القرآن الوحيد الباقي على ورق الرق المصبوغ باللون النيلي. يحمل جزء من القرآن الكريم الذي يعود تاريخه إلى القرن الثالث عشر توقيع الخطاط البغدادي ياقوت المستعصمي، الذي يُعتبر أحد أعظم الخطاطين الكلاسيكيين في مجال الخط القرآني في العصر الذهبي للإسلام. كان هناك نسخة استثنائية من القرآن الكريم مكونة من مجلد واحد يرجع تاريخها إلى عام 1552 م في مكتبة سلطنة مغول الهند الشخصية في عهد أورنجزيب وشاه علم، تحمل أختامهما. يُعتقد أن شاه طهماسب كلَّف بلاطه بها. كان القرآن الكريم، الذي يعود تاريخه إلى القرن الثامن عشر والمكون من مجلد واحد، من أعمال الخطاط محمود جلال الدين أفندي، وكان من ممتلكات الأميرة العثمانية ناظمة سلطان.

### المخطوطات المصورة والمنمنمات

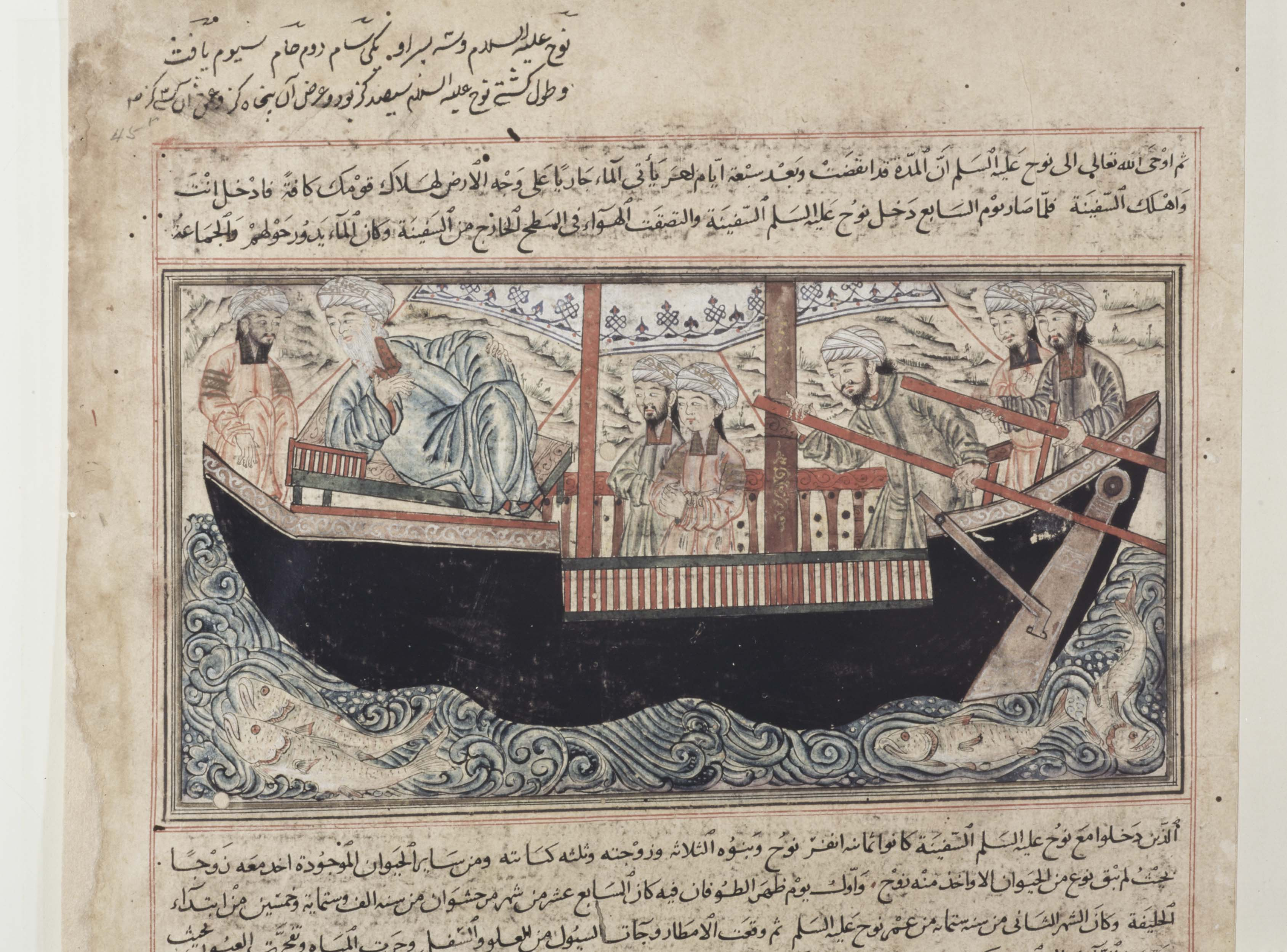
سفينة نوح، من جامع التواريخ لرشيد الدين ، تبريز، 1314-1315

تتضمن المخطوطات المصورة في المجموعة نسخًا كاملة ونسخًا منفصلة من إيران والهند وتركيا. هناك العديد من النماذج الكاملة أو الصفحات من الشاهنامة (كتاب الملوك)، القصيدة الملحمية الوطنية لإيران، والتي يجمع نصها ورسومها التوضيحية بين المواد التاريخية والأسطورية. تتضمن هذه عشرة صفحات مصورة من شاهنامه الشاه طهماسب (حوالي عام 1520)،  وأربع صفحات من شاهنامه إيكشتاين التي تعود إلى أواخر القرن السادس عشر، وواحدة من 57 صفحة باقية من شاهنامه سلطنة مغول الهند الكبرى (حوالي ثلاثينيات القرن الرابع عشر). 
هناك العديد من الأمثلة في المجموعة على المخمسات لنظامي، والتي تتألف من خمس قصائد ملحمية. يعود تاريخ ديوان (مجلد من الشعر المجمع) للشاعر حافظ في القرن الرابع عشر إلى عام 924 هـ (1567-1568 م) ويحتوي على لوحتين مزخرفتين. من بين العديد من الصفحات المنفصلة من إيران، وخاصة أصفهان في القرن السابع عشر، أعمال رضا عباسي، ومعين مصور، ومحمد زمان، وعليقلي جبادار، والشيخ عباسي. وهناك نموذج من القرن الخامس عشر لقصيدة المثنوي المعنوي، وهي قصيدة للعالم الصوفي جلال الدين الرومي، مُزخرفة بالحبر والألوان المائية والذهب، ومكتوبة بالفارسية. تتضمن الصفحات من تركيا العثمانية في القرن الخامس عشر اثنتين من السير النبوية (سيرة النبي محمد) التي كلف بها السلطان مراد الثالث بلاطه. بعض الصفحات من أعمال التاريخ الأسري أو العالمي، بما في ذلك اثنتان من أقدم النماذج المصورة والباقية من كتاب الظفرنامه لشرف الدين علي يزدي، من عام 1436 م. يوجد قسم من أقدم مخطوطة لجامع التواريخ، وهو تاريخ العالم لرشيد الدين؛ والقسم الآخر الباقي من نفس المخطوطة موجود في مكتبة جامعة إدنبرة. كما تُظهر لوحة من البادشانامه (سجلات عهد السلطان) تصويرًا دقيقًا لشاه جهان، مع عائلته ورجال الحاشية، وهم يشاهدون فيلين يتقاتلان.
من بين 76 لوحة هندية هناك العديد منها بتكليف من سلاطين مغول الهند. تتضمن هذه المخطوطات ورقتين من ملحمة رامايانا التي كلف أكبر بكتابتها لأمه وورقتين من أكبر حمزة نامه، وهي مخطوطة كبيرة مصورة من حمزة نامه كلف أكبر أيضًا بكتابتها. هناك مجلدان مصوران من السيرة الذاتية لبابُر، مؤسس السلطنة المغولية المسلمة.

### مخطوطات أخرى

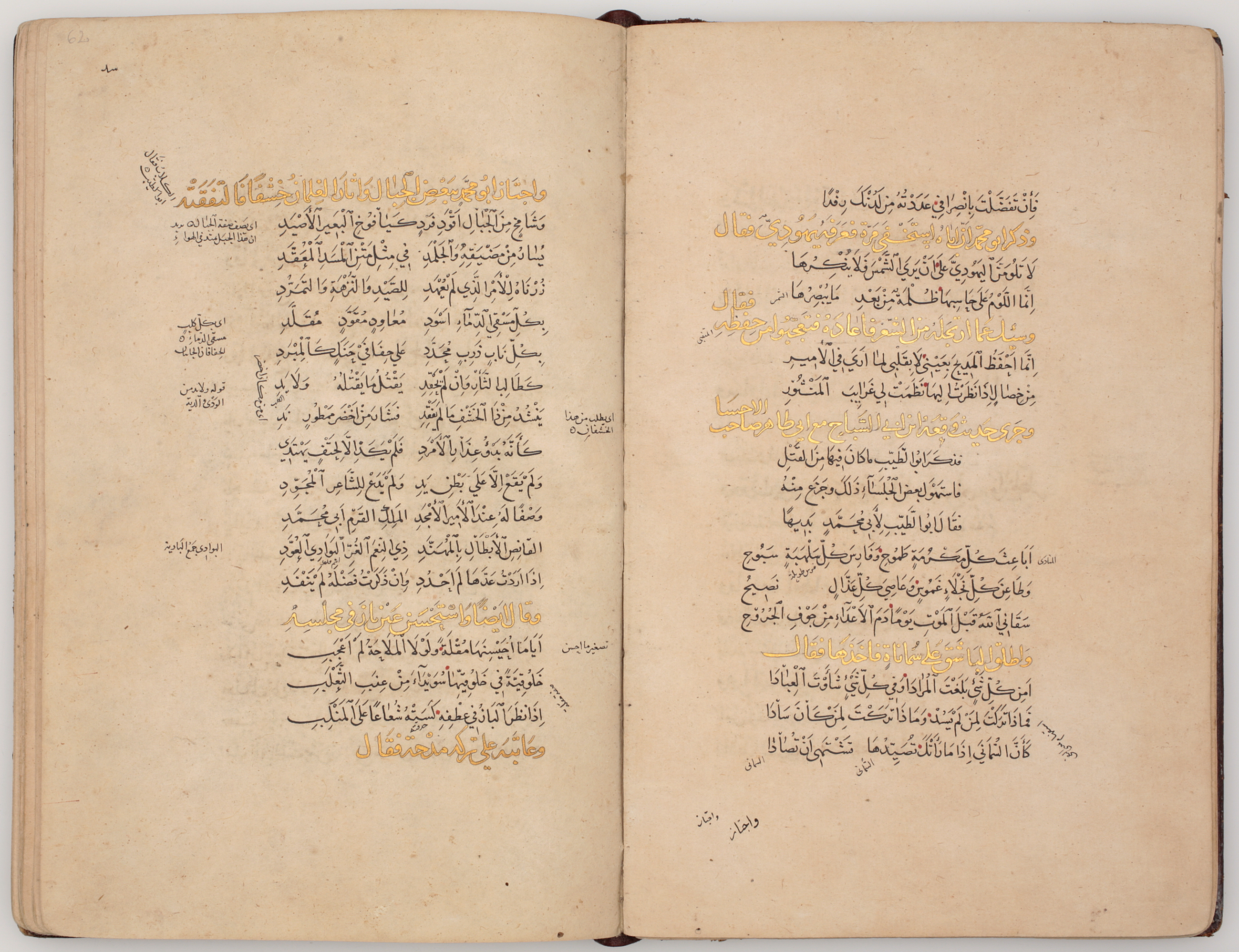
مخطوطة ديوان المتنبي (الأشعار الكاملة).

وتشمل المخطوطات الأخرى نموذجًا مزخرفًا بشكل فاخر للجزء الأول من كتاب الشفاء بتعريف حقوق المصطفى (تعليق مفصل على حياة وشخصية النبي محمد) من البلاط الملكي المغربي في القرن السابع عشر. ومخطوطة تحفة السعدية، وهي شرح لكتاب ابن سينا الطبي "القانون في الطب"، تعود إلى القرن الرابع عشر. وديوان الشاعر المتنبي الذي يعود تاريخه إلى القرن الرابع عشر مزخرف بأعلى معايير تلك الفترة، ولعله أقدم نسخة باقية من أشعار المتنبي. 

### الخط

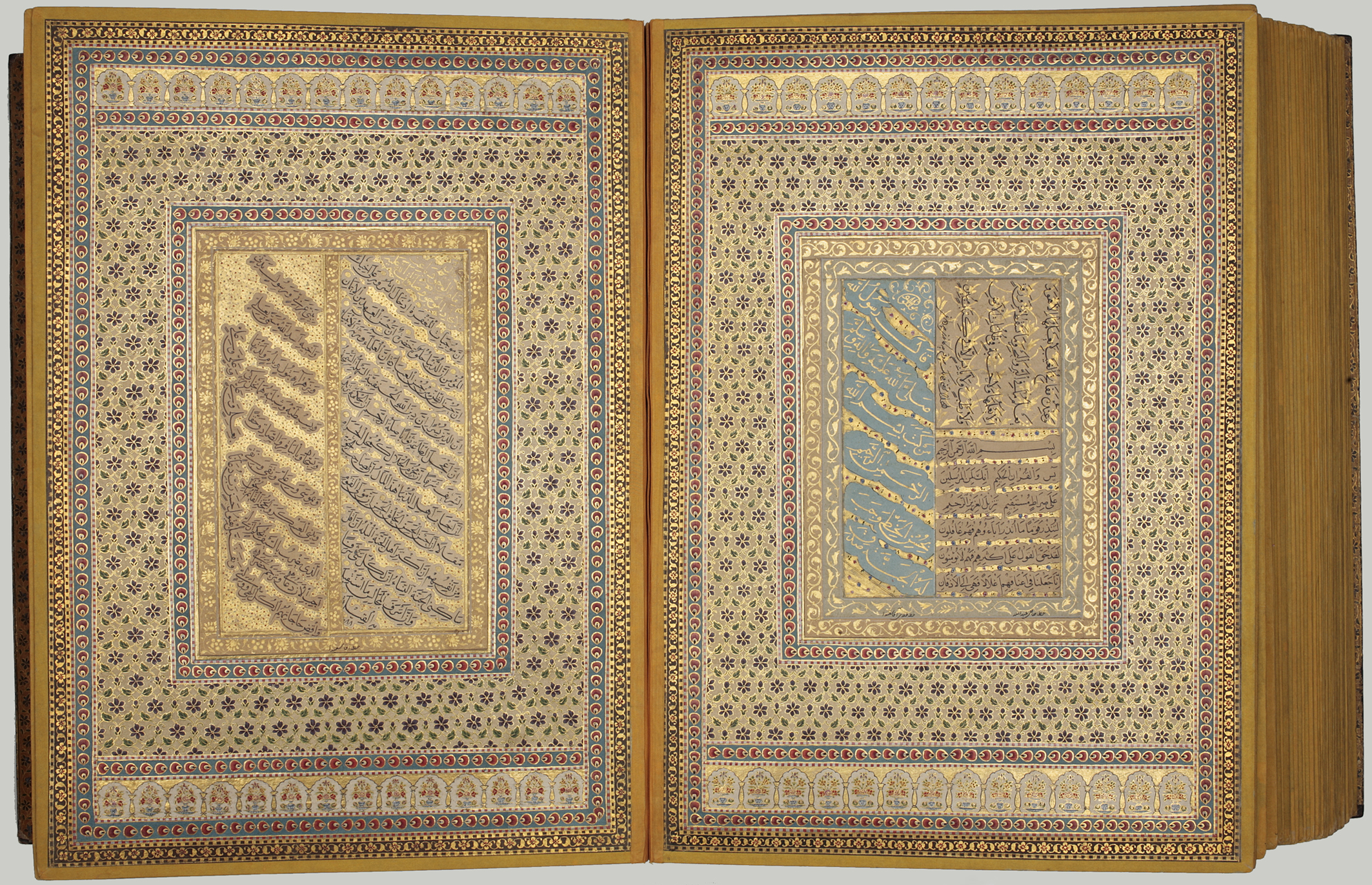
ألبوم الخط، الهند، أواخر القرن السابع عشر

تشتمل العناصر الـ 174 للخط العربي على الحلية (صور لفظية للنبي محمد)، والإجازات (التراخيص التي تسمح لحامليها بنقل المعرفة المحمية)، والمرقعات (ألبومات الخط العربي)، والسياه المشق (أوراق ممارسة الخط العربي). ومن بين الخطاطين ياقوت المستعصمي، المعروف بتنقية وتدوين ستة أنماط خطية أساسية للخط العربي، وآخرين تأثروا به، بالإضافة إلى السلطانين العثمانيين عبد المجيد الأول ومحمود الثاني. يأتي الجزء الأكبر من المجموعة من تركيا العثمانية في الفترة من القرن السابع عشر إلى القرن التاسع عشر. ويحتوي أحد ألبومات الخط على قطع مُوقعة من كتابات سلطان مغول الهند المسلم أورنجزيب.

### الأعمال المعدنية

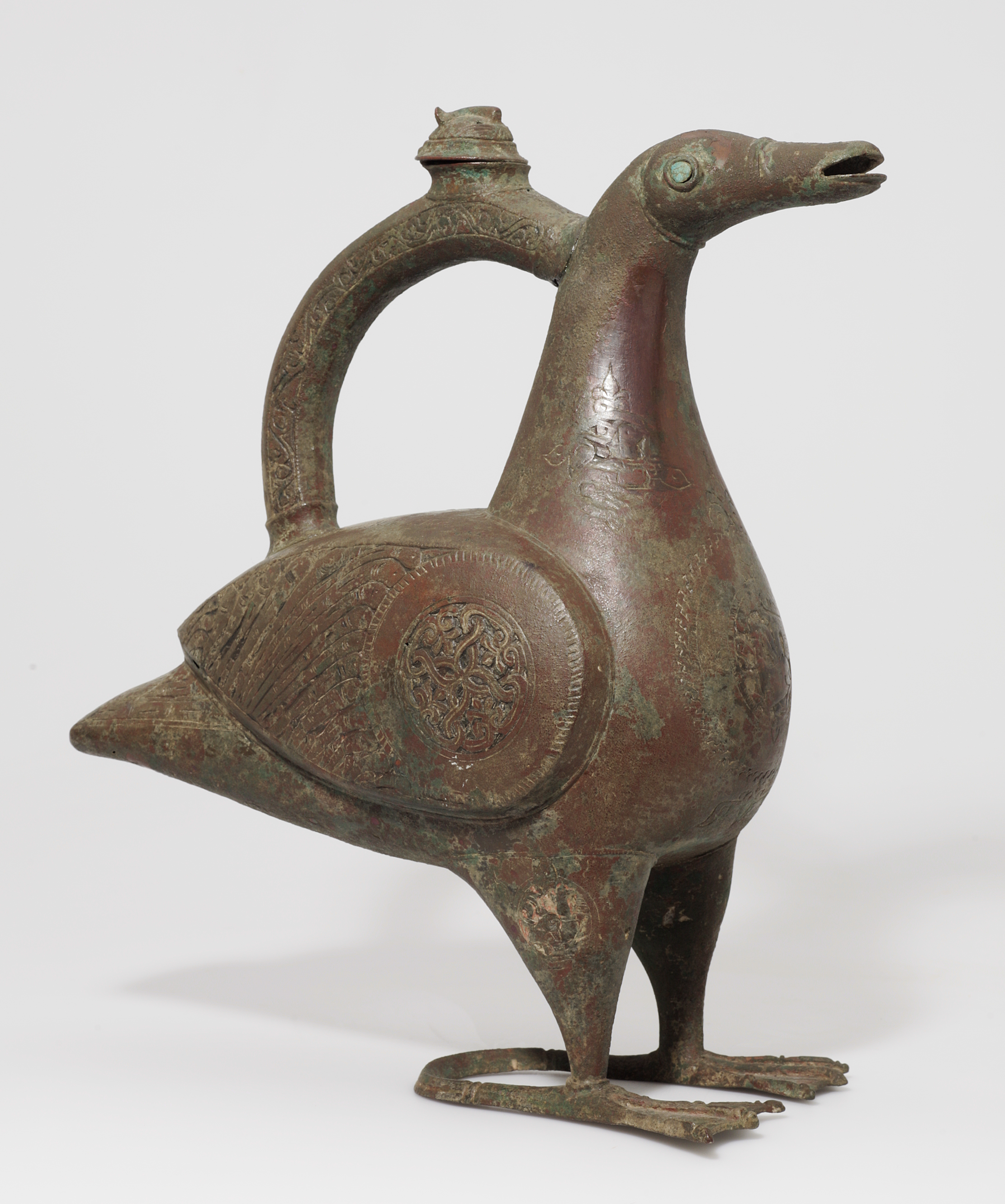
إبريق طهارة على شكل أوزة، إيران في القرن الثاني عشر

تغطي مجموعة الأعمال المعدنية التي يبلغ عددها 1000 قطعة الفترة الممتدة من القرن السادس إلى أوائل القرن العشرين. وتأتي من مختلف أنحاء العالم الإسلامي، وخاصة إيران والجزيرة الفراتية (في سوريا والعراق حاليًا)، والهند في القرنين السابع عشر والثامن عشر. تشمل هذه الأشياء الأوعية والمباخر والأباريق المزخرفة. إن النحاس والبرونز من المواد الشائعة. قام عمال المعادن في إيران في القرنين الثاني عشر والثالث عشر بصنع أواني ومباخر على شكل طيور وحيوانات، وتتضمن المجموعة العديد من الأمثلة. تتراوح زخارف الأشياء من الأنماط العربية إلى النقوش والفنون التصويرية.
على الرغم من أنه من النادر في الأعمال المعدنية الإسلامية أن يوقع الفنانون أو يؤرخون أعمالهم، إلا أن العديد من الأشياء في المجموعة تحمل أسماء أو تواريخ موقعة. بعضها يحمل أسماء الرعاة؛ على سبيل المثال، يحمل وعاء نحاسي مرصع بالفضة يعود تاريخه إلى القرن الرابع عشر اسم الناصر محمد، وهو سلطان مملوكي من القرن الثالث عشر.  صندوق نحاسي من إقليم الجزيرة يعود تاريخه إلى أوائل القرن الثالث عشر، مُطعم ببذخ بالفضة، يحتوي على أربعة أقراص رقمية؛ كانت هذه الأقراص جزءًا من قفل مركب فُقدَت آليته الآن. 

### المجوهرات
يبلغ عدد المجوهرات في المجموعة ما يقرب من 600 قطعة زينة شخصية، بالإضافة إلى أكثر من 600 خاتم و200 قطعة فاخرة من ورش العمل الملكية للسلطنة المغولية. تشكل هذه المجموعة الشاملة المنشورة للمجوهرات الإسلامية. وتشمل الزينة كل أنواع الزينة تقريبًا، من الأساور والتمائم إلى الأزرار والدبابيس، منذ القرن السابع فصاعدًا. زُينَت بالأحجار الكريمة أو المينا أو التكفيت. تتميز القطع الفاطمية الموجودة في المجموعة بأسلوب الزخرفة الدقيقة "الحبل والحبوب" المميز لمصر أو الشام أو فلسطين. تشمل الأشياء المغولية ياقوتة محفور عليها أسماء الإمبراطورين شاه جهان وجهانجير. كما يوجد صندوق من الهند المغولية في القرن السابع عشر يتكون من 103 زمردًا محفورًا في إطار من الذهب، يعلوه ماسة متعددة الأوجه. معظم القطع الذهبية المطلية بالمينا المصنوعة لبلاط المغول موجودة الآن في جواهر التاج الإيراني أو في متحف الإرميتاج في روسيا؛ والاستثناء الوحيد هو صندوق مثمن الشكل في مجموعة خليلي يعود تاريخه إلى حوالي عام 1700. وعاء الشيشة (النارجيلة) من ميوار في الهند في القرن الثامن عشر مصنوع من الذهب مع زخارف مينا ملونة. شارة ذهبية وقلادة ونجمة تشكل وسام الأسد والشمس، وهو رنك إسلامي، مُزين بالمينا والأحجار الكريمة. وقد قدمها فتح علي شاه قاجار من إيران إلى الدبلوماسي البريطاني جون ماكدونالد كينير.

لم يُوثق سوى عدد قليل جدًا من الحلقات الإسلامية قبل أن ينشر الخليلي مجموعته المكونة من 618 حلقة. في حين أن بعض الخواتم زخرفية بحتة، فإن العديد منها يعمل كخواتم الختم بينما تحتوي الخواتم الأخرى على نقوش دينية تهدف إلى توفير الحماية لمن يرتديها. استخدم مؤرخ الفن ماريان وينزل المجموعة كأساس لتصنيف الحلقات الإسلامية.

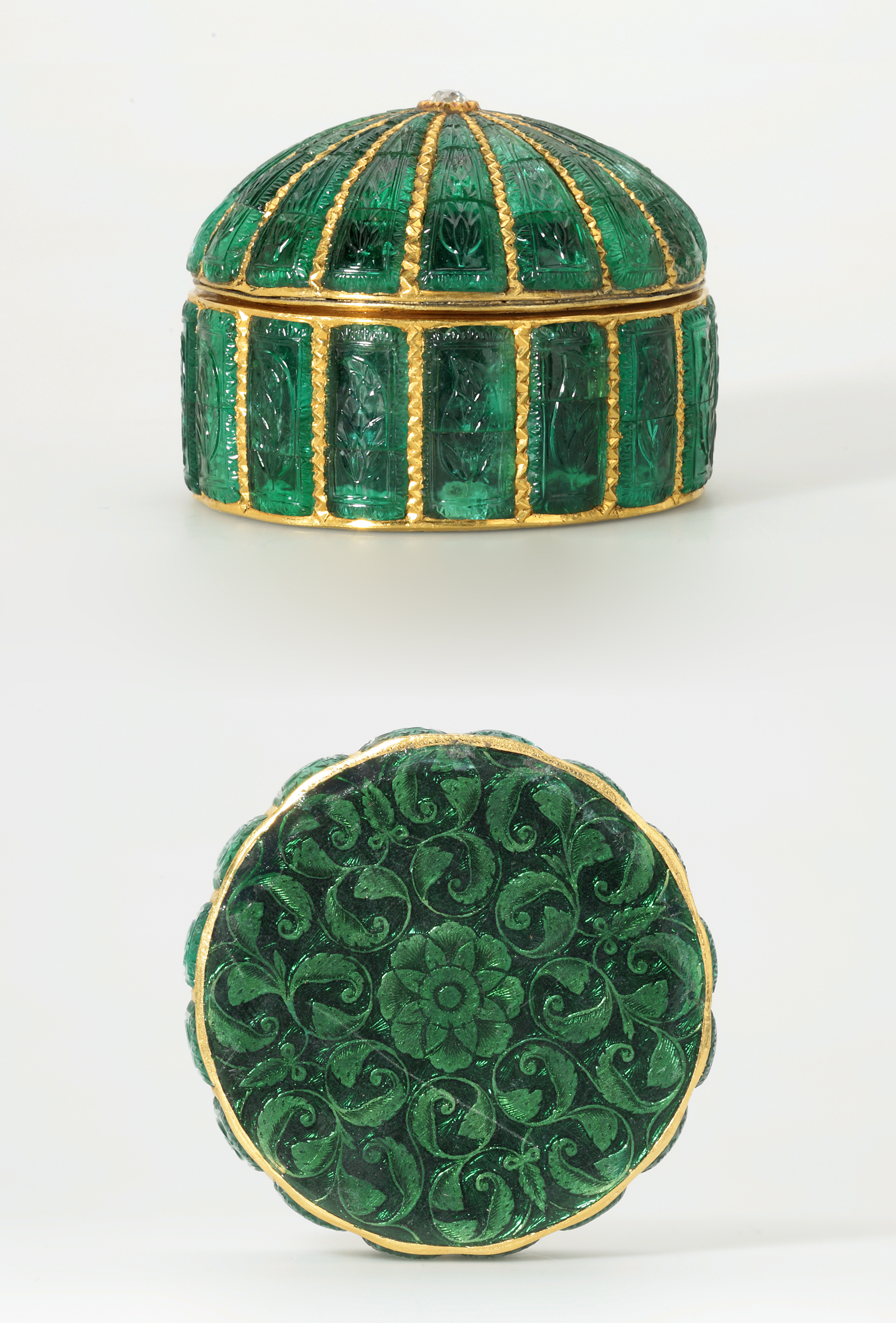
صندوق مرصع بالزمرد، الهند المغولية، حوالي عام 1635
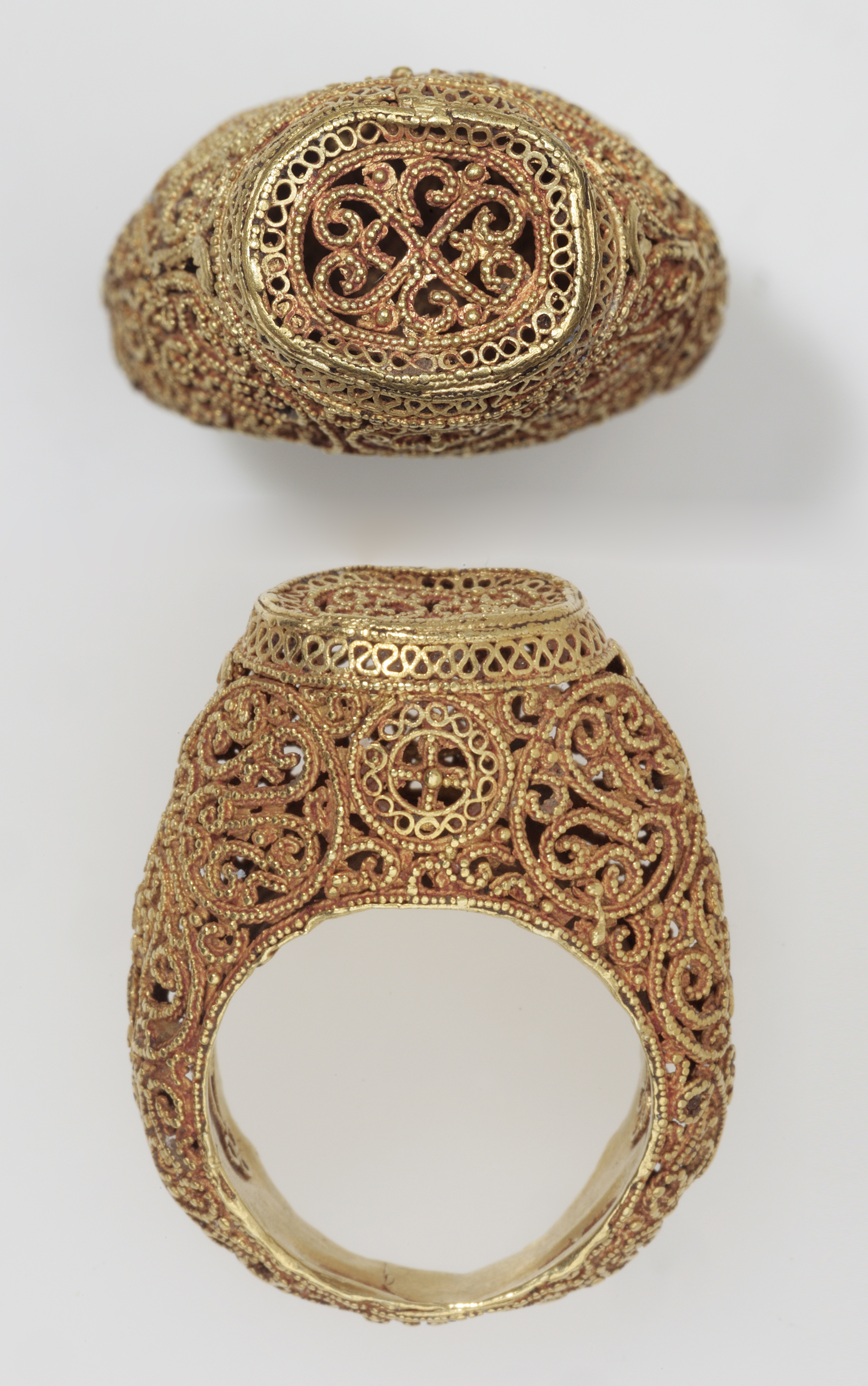
حلقة ركاب، من مصر أو الشام، في العصر الفاطمي، القرن الحادي عشر والثاني عشر
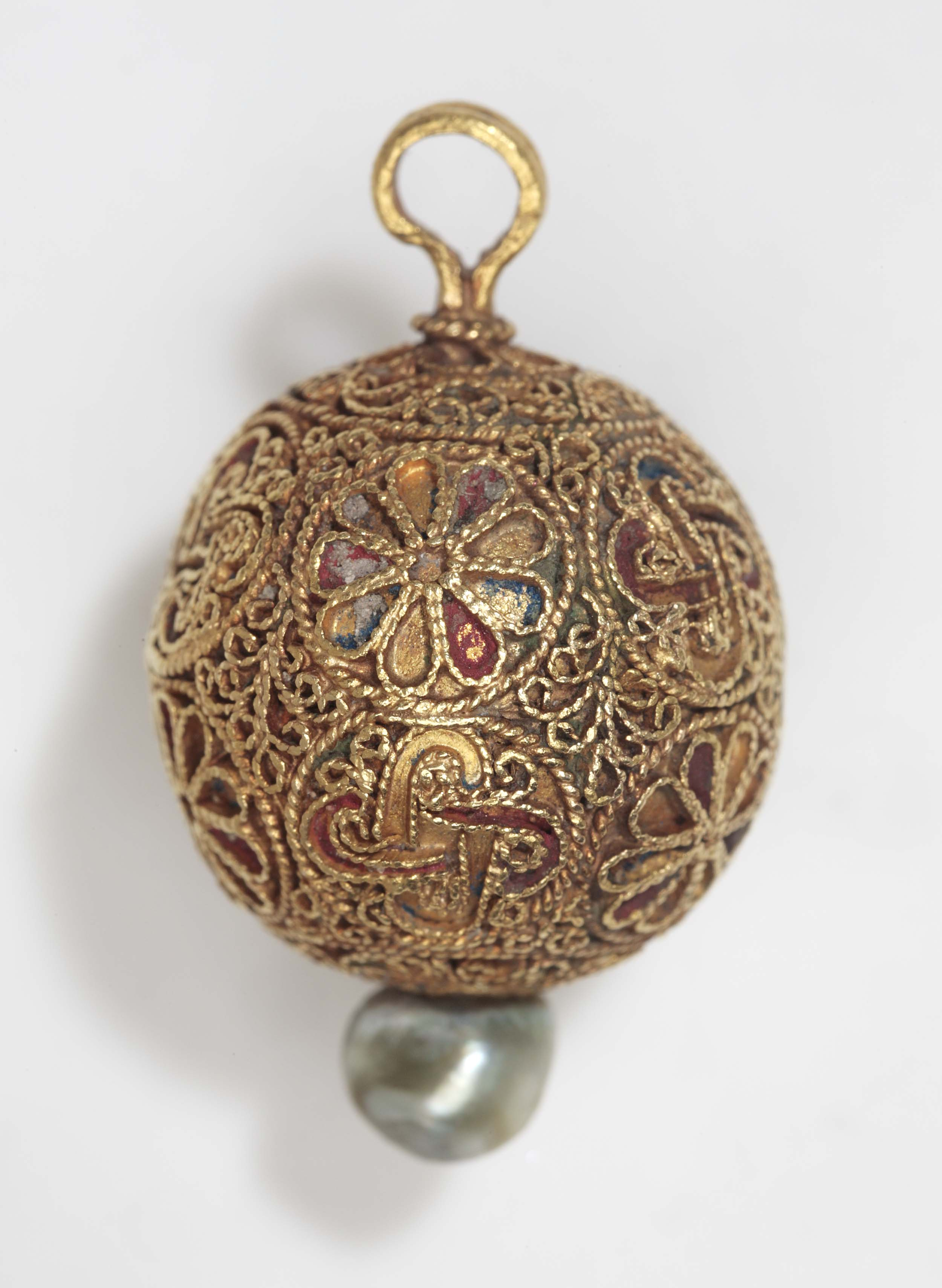
زر، من الأندلس، القرنين الرابع عشر والخامس عشر

### الأسلحة والدروع

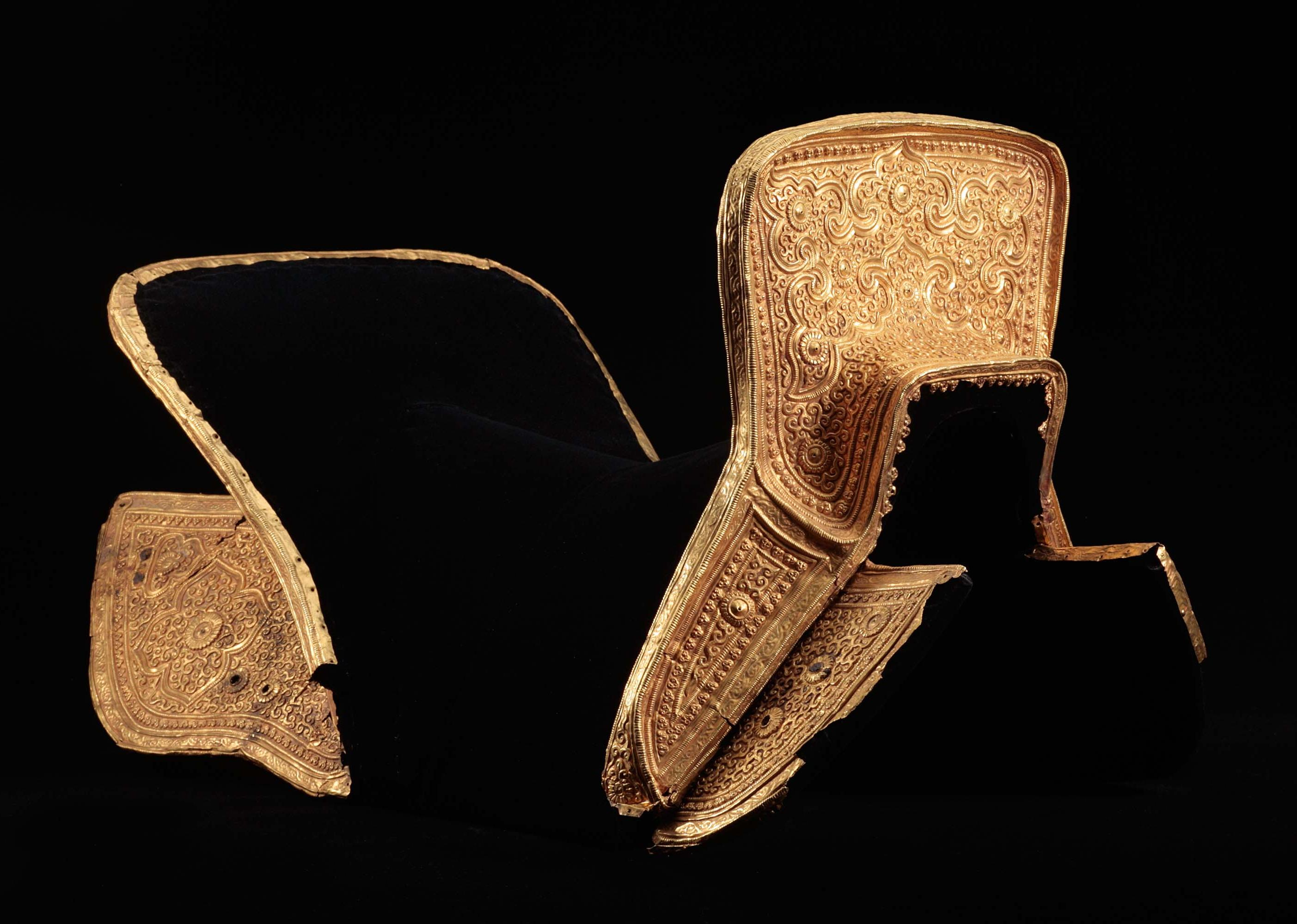
ألواح سرج من صفائح ذهبية، آسيا الوسطى أو الحدود الغربية للصين، حوالي عام 1200

تتراوح الأسلحة والدروع الموجودة في المجموعة من القرن السابع إلى القرن التاسع عشر. هناك قياسات أخزمة تعبر عن الرتبة العسكرية، والعديد من الأقنعة (أقنعة لحماية وجوه الخيول). تتضمن مجموعتان من مصائد الخيول من القرنين الثالث عشر والرابع عشر سرجًا ذهبيًا كاملًا. إن قناع الحرب من القرن الخامس عشر مصنوع من الحديد والفولاذ ومزين بنقوش. عند وصف كتالوج الأسلحة والدروع، كتب جيمس دبليو ألان، أستاذ الفن الشرقي بجامعة أكسفورد، "إن مجموعة القطع [...] غير عادية تمامًا: مدفع هندي يبلغ طوله 1.8 متر من القرن السابع عشر، وخناجر تركية وفارسية بمقابض وأغماد مطلية بالمينا بشكل مذهل، وتركيبات ذهبية لسرج صيني من القرن العاشر، وحذوة حصان مغربية وما إلى ذلك."

### الأختام والتعويذات

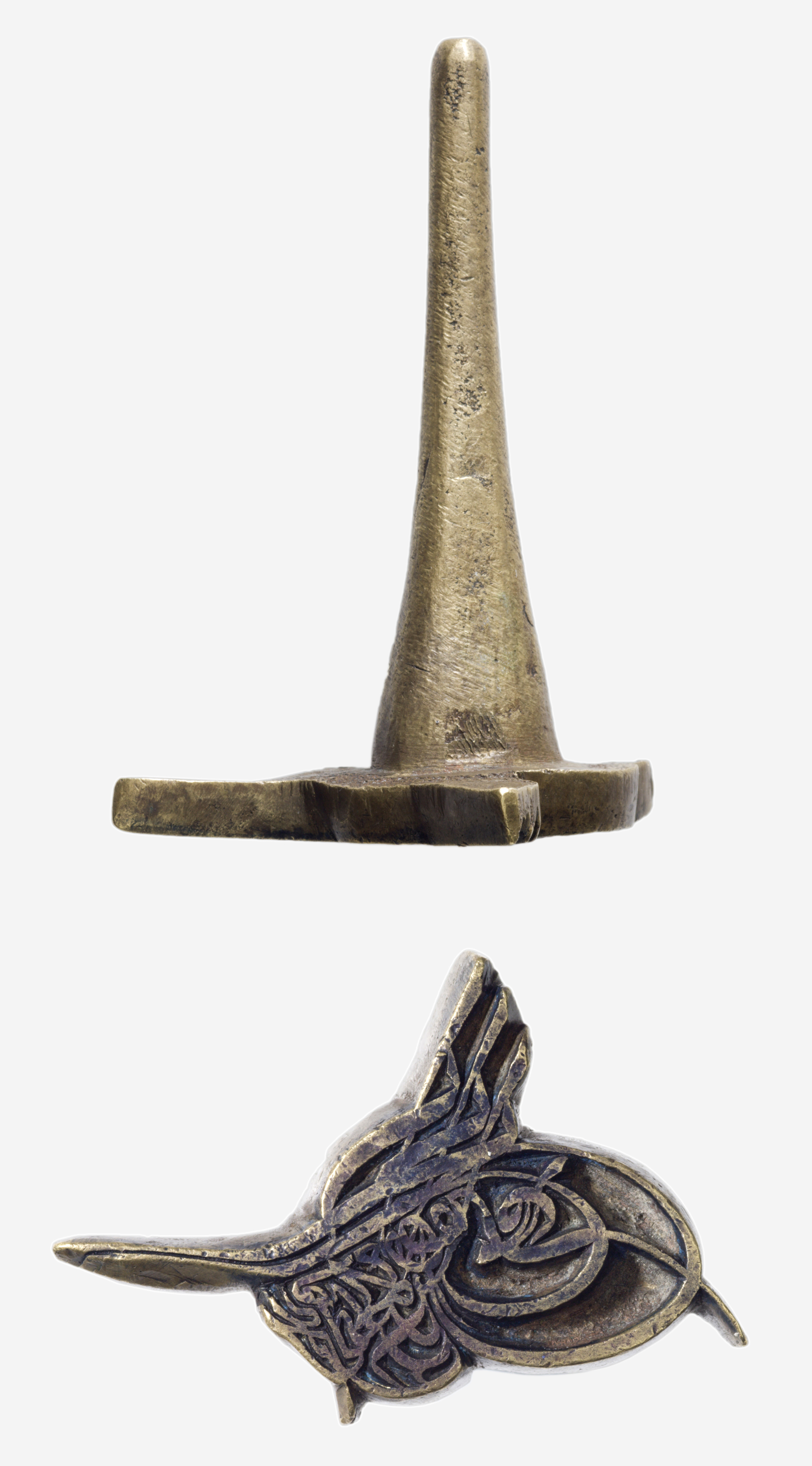
ختم السلطان العثماني عبد العزيز، تركيا العثمانية، 1861-1876

ويبلغ عدد الأختام والتعويذات أكثر من 3500، مما يشكل أكبر مجموعة من هذا النوع في العالم. يُوضع العديد منها في حلقات أو معلقات أو تثبيتها على قواعد. وتشمل المواد المعادن والأحجار الكريمة أو شبه الكريمة والطين. وقد نُقشت عليها مجموعة متنوعة من العبارات والنصوص الدينية، باللغات بما في ذلك العربية والفارسية والعبرية والتركية واللاتينية. تحمل الأختام أسماء وألقاب المسؤولين الذين استخدموها. وتشمل هذه الأختام أختام الحاكم قرا محمد في القرن الرابع عشر، وأختام الحكام الصفويين طهماسب الأول وسليمان. إن ختم السلطان العثماني عبد العزيز في القرن التاسع عشر يحمل طغراء (الأحرف الأولى الرسمية) من النحاس.

### المنسوجات

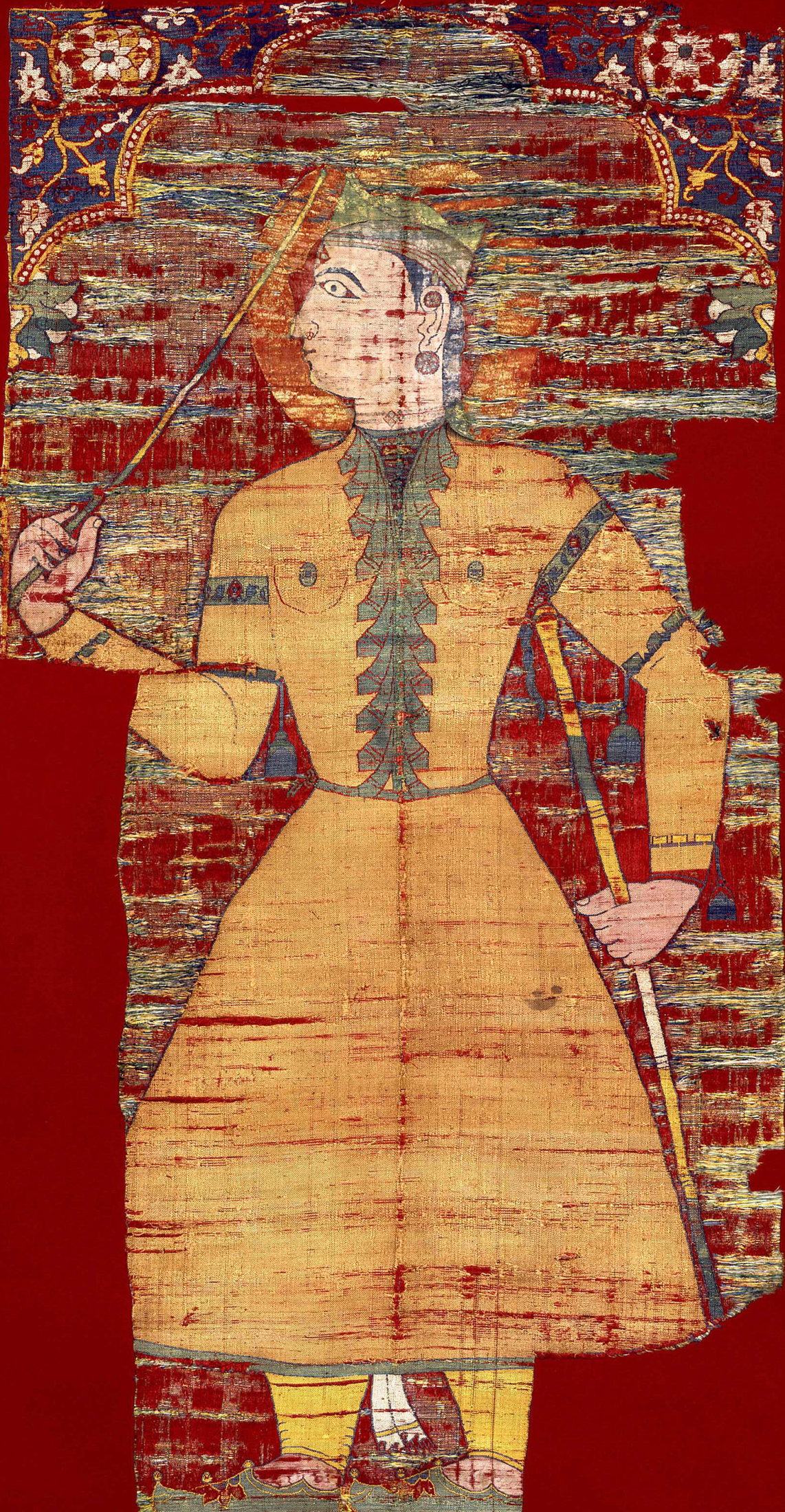
لوحة خيمة عليها صورة أنثوية واقفة، بلاط أكبر، من أواخر القرن السادس عشر

تشتمل المجموعة التي يزيد عددها عن 250 نسيجًا على التطريزات والسجاد والأزياء من القرن السادس إلى القرن التاسع عشر. تأتي السجاد من ورش عمل التابعة للسلطنة في جميع أنحاء العالم الإسلامي. وتشمل المنسوجات الأخرى الديباج الذهبي العثماني والصفوي والحرير المنسوج من العصر المغولي وسلطنة الهند . تشمل الأزياء شالات من كشمير، وقمصانًا مُطلسَمة، ومعاطف أيقوتية. استخدمت المحكمة العثمانية في القرن السادس عشر المنسوجات الأوروبية كأردية شرف، تحت مُسمى الخلعة، ثم أنشأت لاحقًا أنوالها الخاصة للتحكم في الإنتاج. بعض المنسوجات الموجودة في المجموعة لها أغراض دينية صريحة: لوحة حريرية من شمال أفريقيا تكرر اسم الله مئات المرات، كما يوجد سجادة على شكل محراب. ويوجد كذلك سيف على هيئة ذي الفقار، وهو سيف ذو حدين يقال أنه أُخذ في معركة بدر، ويظهر في زخارف تظهر على رايتين عثمانيتين.

### الورنيش

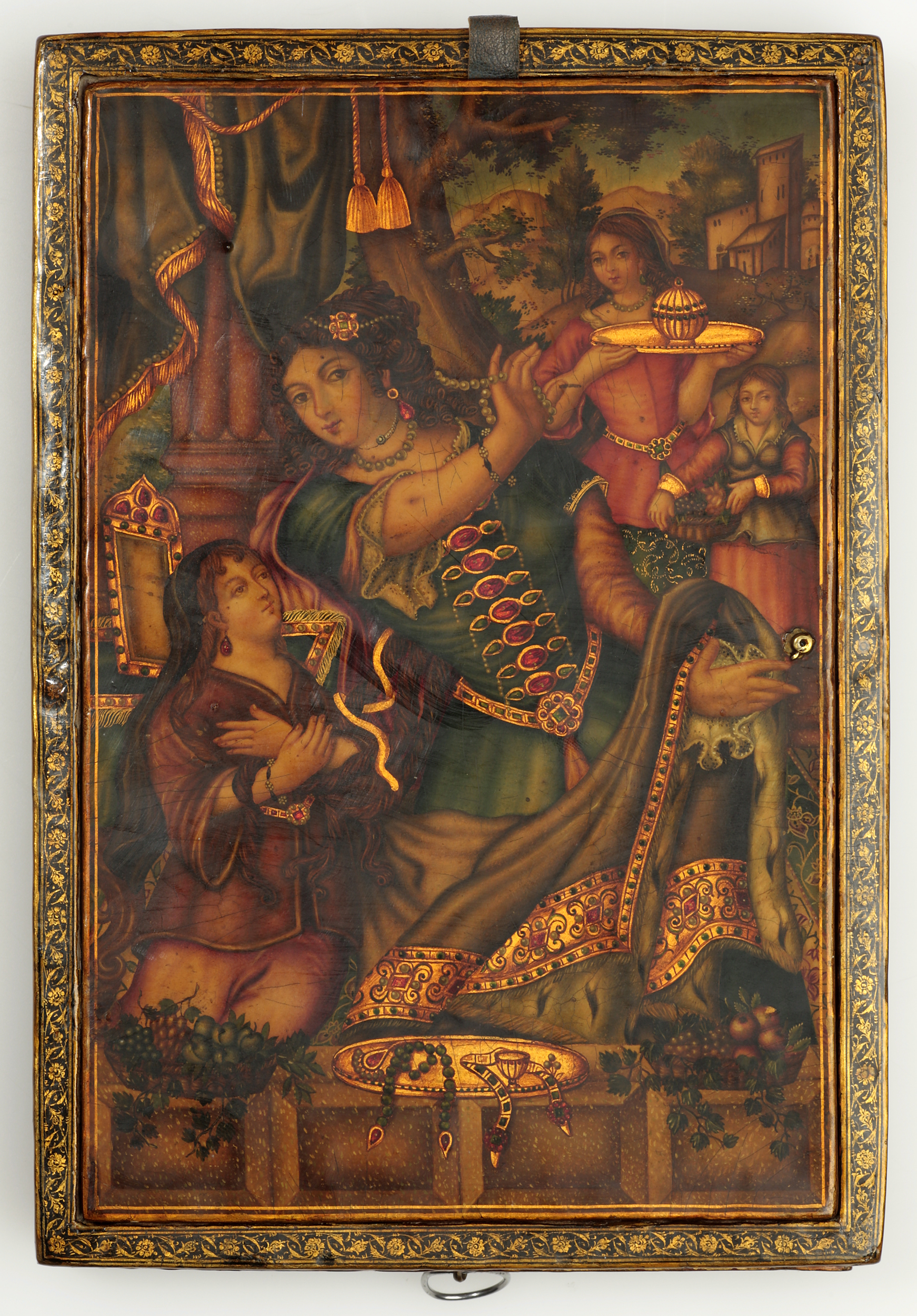
علبة آلات موسيقية مطلية، أصفهان ، 1772 م

توثق القطع الأثرية المطلية، والتي يزيد عددها عن 500 قطعة، تطور الورنيش الإسلامي من القرن الخامس عشر إلى القرن التاسع عشر. ويظهر تأثير الصين في الفترة المبكرة وأوروبا في القرن التاسع عشر. تتضمن المجموعة جميع رسامي الورنيش المعروفين تقريبًا في العالم الإسلامي، إلى جانب بعض الفنانين غير المعروفين سابقًا. ومن الفنانين البارزين النقاش محمد زمان ومحمد صادق. صندوق الأقلام المطليّ الموجود في المجموعة، صممه معين مصور وهو الوحيد المعروف أنه قام برسمه. ويوجد صندوق أقلام من القرن التاسع عشر، 30 سنتيمتر (12 بوصة) طويل، كلَّف محمد شاه قاجار بلاطه بصنعه لقائده الخان منوشهر غورجي معتمد الدولة، إحياءً لذكرى معركة ضد بدو الجبال. ويُصور الصندوق المعركة بمشاهد مكتظة ويصفها بالنص الفارسي.  تُظهر علبة آلة موسيقية من القرن الثامن عشر عبادة الزردشت للطفل يسوع، وعلى الجانب الآخر، امرأة في وضع بطولي.

### السيراميك

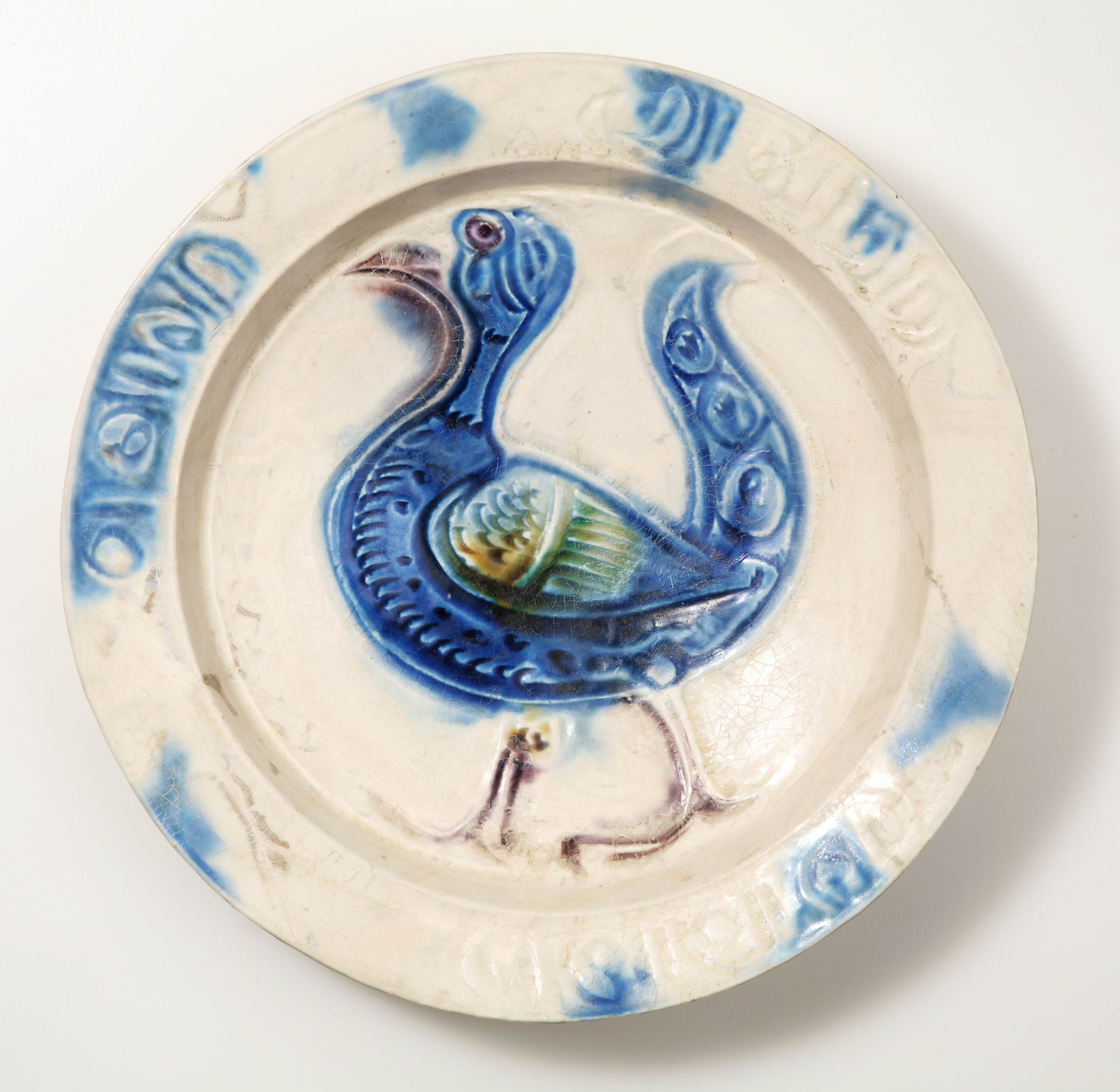
صحن معجون حجري (لقبي)، الشام، ج. 1200

تشمل الأنماط الخزفية الشائعة في العالم الإسلامي الفخار اللامع (المغطى بطبقة معدنية رقيقة)، والنقش الغرافيتي (حيث يتم نقش التصميم على السطح)، والفخار المغطى بالتزجيج.  وُصفت مجموعة خليلي الخزفية، التي يبلغ عددها نحو 2000 قطعة، بأنها قوية بشكل خاص في فخار العصر التيموري وأيضًا فخار باميان ما قبل المغول. بالإضافة إلى الأوعية والأطباق والمزهريات، تشمل السيراميك التماثيل الصغيرة وكذلك البلاط المزخرف من النوع المستخدم في المباني الدينية والعلمانية. وهي تتضمن أقدم قطعة سيراميك مؤرخة معروفة من إيران: زجاجة فخارية موقعة يعود تاريخها إلى عام 1139-1140. تشمل العناصر الفريدة الأخرى وعاءً يحمل صورة البراق، وهو المخلوق الذي حَمل النبي محمد من مكة إلى القدس ثم إلى السماء. تعتبر أواني اللقابي من الفخاريات المنحوتة بعمق والتي تصور عادة الحيوانات أو الطيور؛ وتحتوي المجموعة على نموذج شامي من حوالي عام 1200 ميلادي. تُوضح الأواني الفخارية من إيران وآسيا الوسطى في القرن الخامس عشر العلاقة بين الفخار الصيني والإسلامي. وتشتمل المجموعات الأخرى على تغطية ضئيلة لهذه الفترة.

### الزجاج

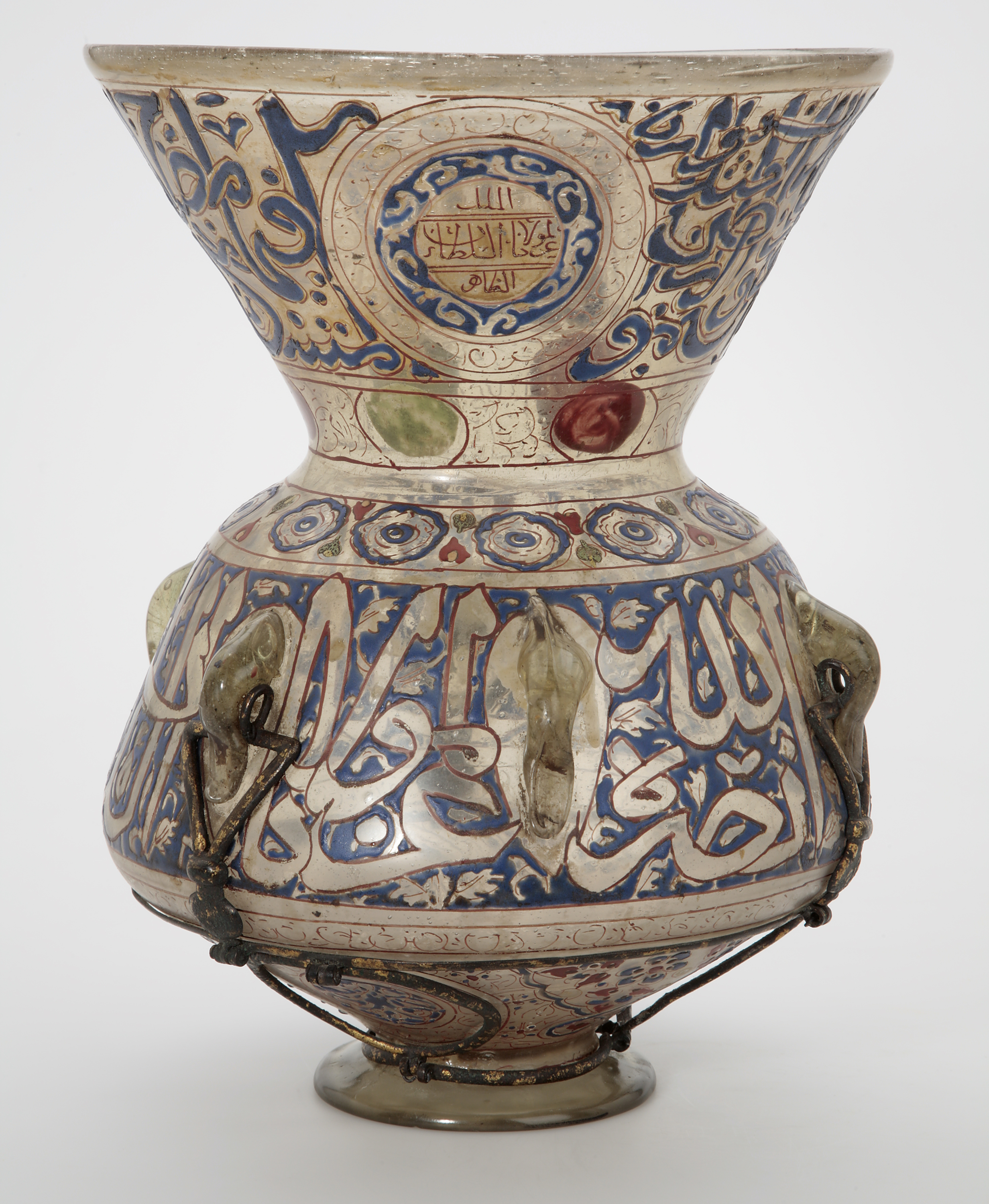
مصباح مسجد، مصر، حوالي عام 1385 ميلادي، زجاج منفوخ مزخرف بالذهب والمينا

تضم المجموعة أكثر من 300 قطعة توضح تاريخ الزجاج الإسلامي، الذي يعود إلى الإمبراطوريتين الساسانية والبيزنطية. كان صانعو الزجاج المصريون والشاميون في القرنين الثالث عشر والرابع عشر يصنعون أواني زجاجية مزخرفة ومطلية بالمينا والمذهبة بشكل فاخر وكان الطلب عليها مرتفعًا للتصدير، وتغطي أشياء المجموعة هذه الفترة. كلَّف البلاط المملوكي الصناع بهذه الأعمال للمساجد، وتتضمن المجموعة واحدة أُنشئَت للسلطان برقوق في القرن الرابع عشر، مزينة برنكه (شعاره الدائري. بعض الأشياء نُفخَت بالقالب، والمجموعة كثيرة بما يكفي للسماح بمقارنة أشياء متعددة من نفس القوالب أو قوالب مماثلة. وقد قامت مجموعات أخرى بزخرفة مقطوعة أو مطلية باللمعان. زُينَت أربعة أشياء كاملة بتقنية الزجاج المخدوش النادرة مما سمح بإجراء دراسة جديدة لهذه التقنية.

### العملات المعدنية

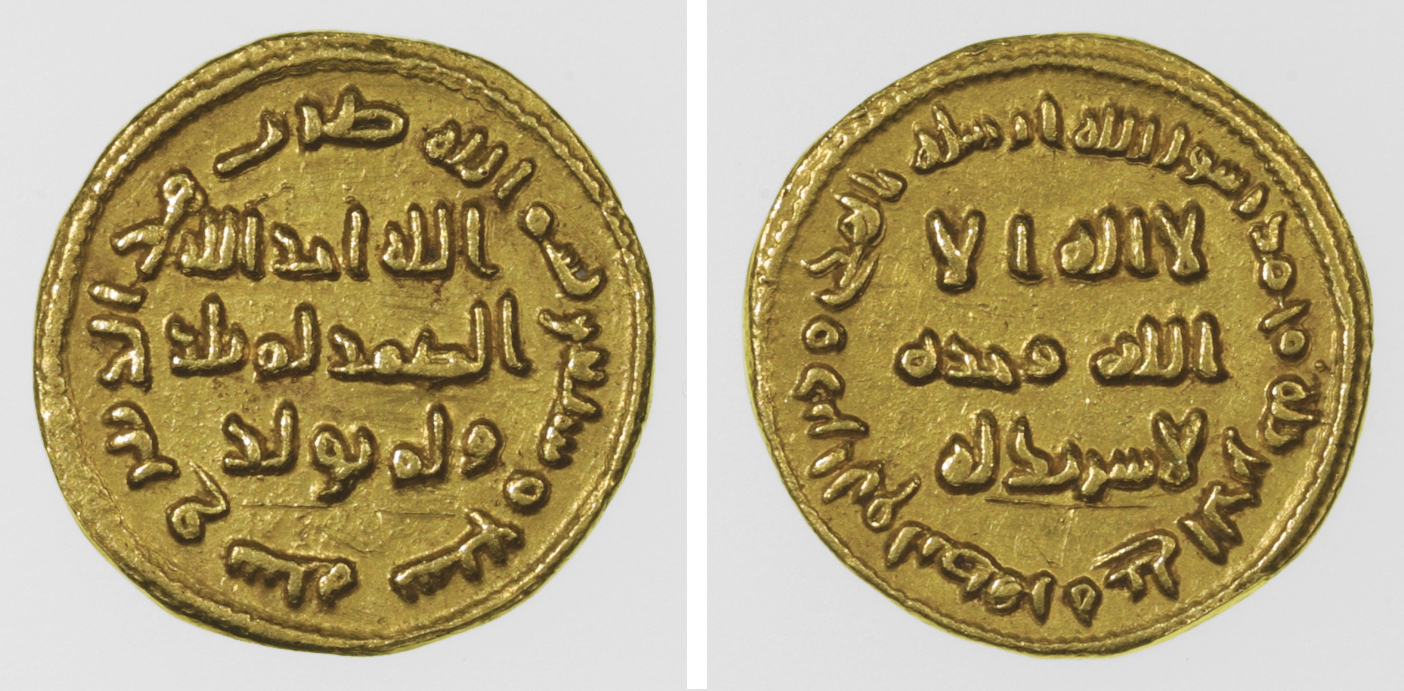
دينار ذهبي أموي يعود تاريخه إلى عام 77 هـ (697 م)

وتأتي المجموعة التي يبلغ عددها 15 ألف قطعة نقدية ذهبية وفضية ونحاسية من كافة أنحاء العالم الإسلامي وتمتد إلى الفترة الزمنية من 700 إلى 2000 ميلادي. بالنسبة للعديد من سلاسل العملات، فإن مجموعة الخليلي أكثر عددًا وتنوعًا من أي مجموعة أخرى. تتضمن العملات المعدنية اثنتي عشرة قطعة من الإصدار الأول من العملات الذهبية العربية اللاتينية في شمال إفريقيا، من عامي 704 و705 ميلاديًا، بالإضافة إلى الدنانير الذهبية المبكرة. تشمل المقتنيات اللاحقة دينارًا ذهبيًا فريدًا من عهد السلطان الإيلخاني موسى خان وآخرين، مع علامات الأبراج، من عهد السلطان المغولي المسلم جهانجير. يُعد الدينار الذهبي الذي يعود تاريخه إلى عام 697 ميلاديًا مثالًا على أقدم إصدار معروف يحتوي على نقوش عربية فقط.

### الأجهزة العلمية

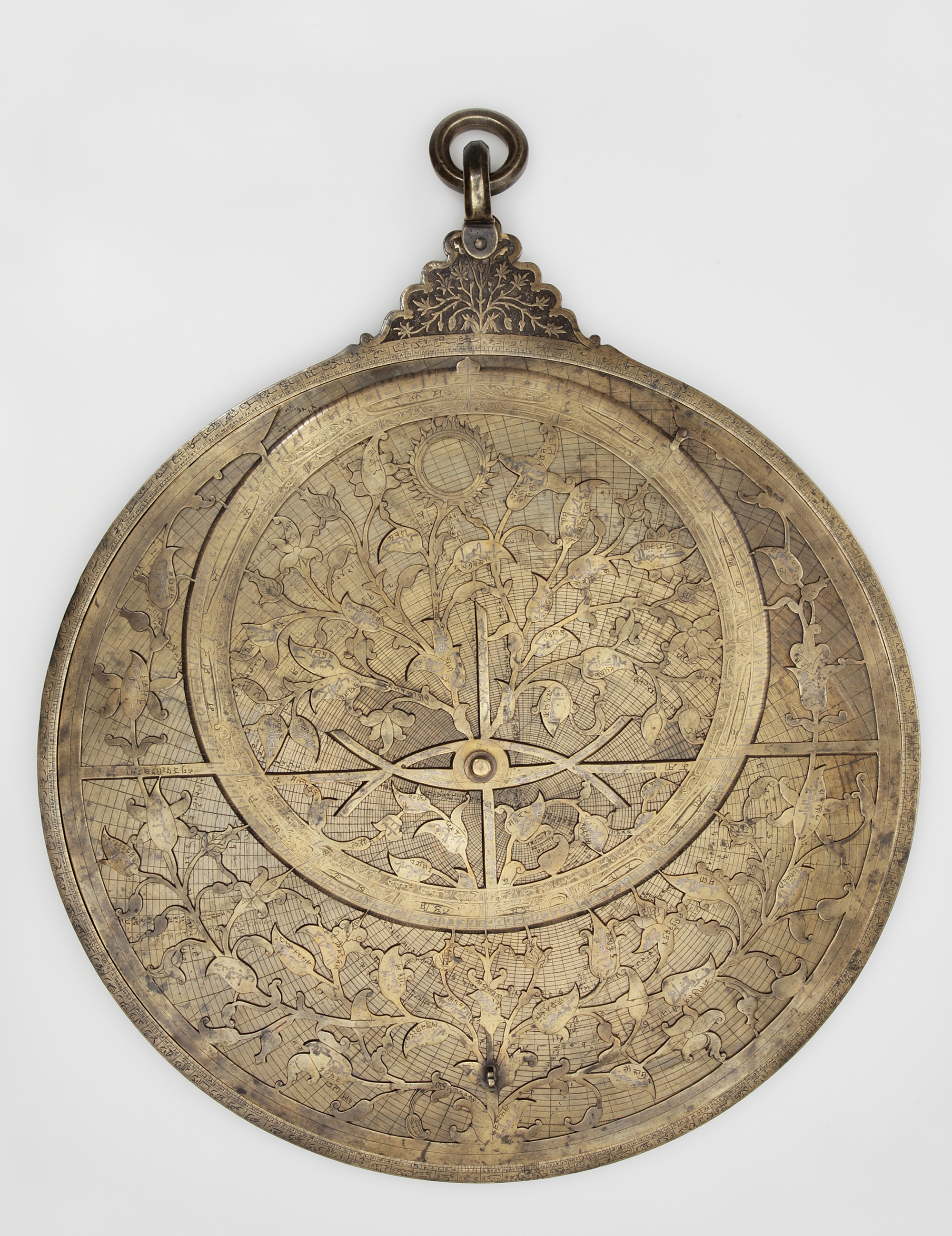
إسطرلاب كروي ضخم صُنع لشاه جهان، البنجاب، 1648-1658

لقد اعتمدت شعائر الإسلام عبر تاريخها على الإجراءات العلمية لتحديد اتجاه القبلة وتحديد أوقات الصلاة ضمن التقويم القمري. حوالي مائتي قطعة في المجموعة مرتبطة بالعلوم والطب الإسلامي في العصور الوسطى، بما في ذلك الأدوات الفلكية والأدوات والموازين والأوزان والعناصر السحرية المفترضة المخصصة للاستخدام الطبي. تتضمن الأسطرلابات نموذجًا كبيرًا بشكل استثنائي كلَّف السلطان المغولي المسلم شاه جهان بلاطه بصنعه ونموذجًا نادرًا به نقوش عبرية، يعود تاريخه إلى حوالي عام 1300. تحتوي المجموعة على واحدة من أكبر مجموعات الكرات الأرضية الإسلامية، من مختلف الأنواع والتواريخ. أحد هذه النماذج التي صُنعَت في عامي 1285 و1286 هي من بين أقدم النماذج المعروفة. هناك أيضًا أرباع من الخشب والمعادن. كانت أوعية الشفاء، المنقوشة بآيات من القرآن الكريم وكتابات أخرى، شائعة في العالم الإسلامي منذ القرن الثاني عشر فصاعدًا. تحتوي المجموعة على مثال من القرن الثاني عشر من الشام. صُنعت للحاكم نور الدين محمود زنكي، ويوجد عليها نقش يعد بشفاء كل من يشرب منها من أي سم أو مرض، بلغة عربية فصيحة.

### العناصر المعمارية

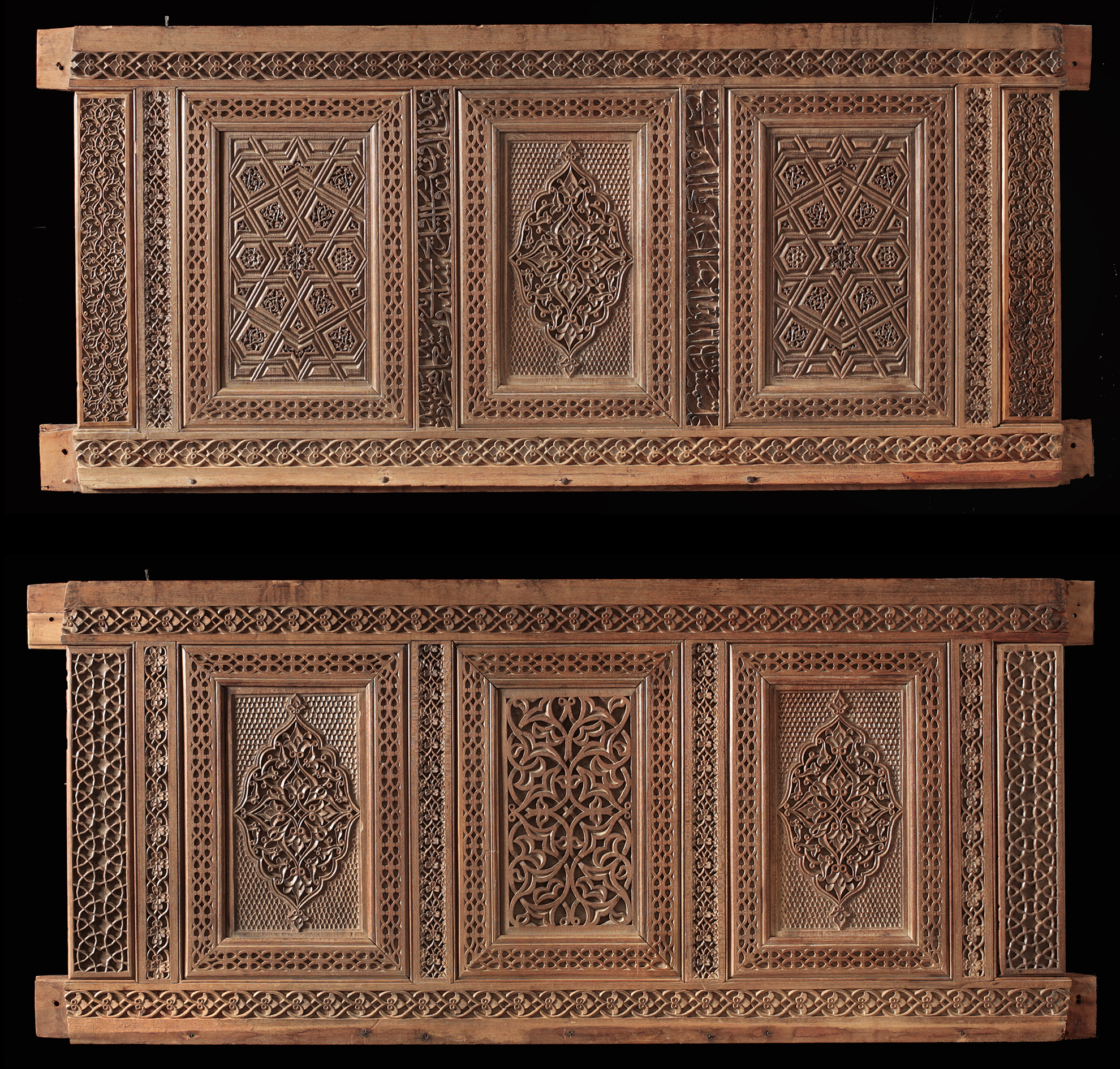
نصب تذكاري، إيران، 1496-1497 م

وتعود العناصر المعمارية وشواهد القبور في المجموعة إلى الفترة من القرن الثالث عشر إلى القرن التاسع عشر. وتشمل هذه القطع بلاط السيراميك من إيران الإلخانية، وإسبانيا في القرن الخامس عشر، وملتان في القرنين الثامن عشر والتاسع عشر. وتتنوع شواهد القبور من حيث الأصول والمواد، بما في ذلك لوحة حجرية منحوتة ومخطوطة، يبلغ ارتفاعها حوالي اثنان متر (6 قدم 7 بوصة) عالية، من شمال الهند. يبلغ ارتفاع حجر قبر تونسي من الرخام يعود تاريخه إلى عام 1044، ويحتوي على نقوش كوفية، أكثر من متر. يحمل نصب تذكاري خشبي منحوت، يعود تاريخه إلى عام 1496-1497 ميلاديًا، من ضريح في منطقة بحر قزوين في إيران توقيع الحرفي وأسماء المتبرعين. كانت القصور الملكية مزينة أحيانًا بمنحوتات حجرية؛ وتحتوي المجموعة على رؤوس من مثالين؛ يظهر رأس من الحجر الجيري يعود إلى القرن الثامن أو التاسع تأثير التصوير البوذي للبوديساتفا. تتضمن المجموعة أيضًا الجالي (شبكات النوافذ المنحوتة من الحجر الرملي) ومجموعة من المنحوتات الرخامية من غزنة في أفغانستان الحديثة.

### معرض الصور

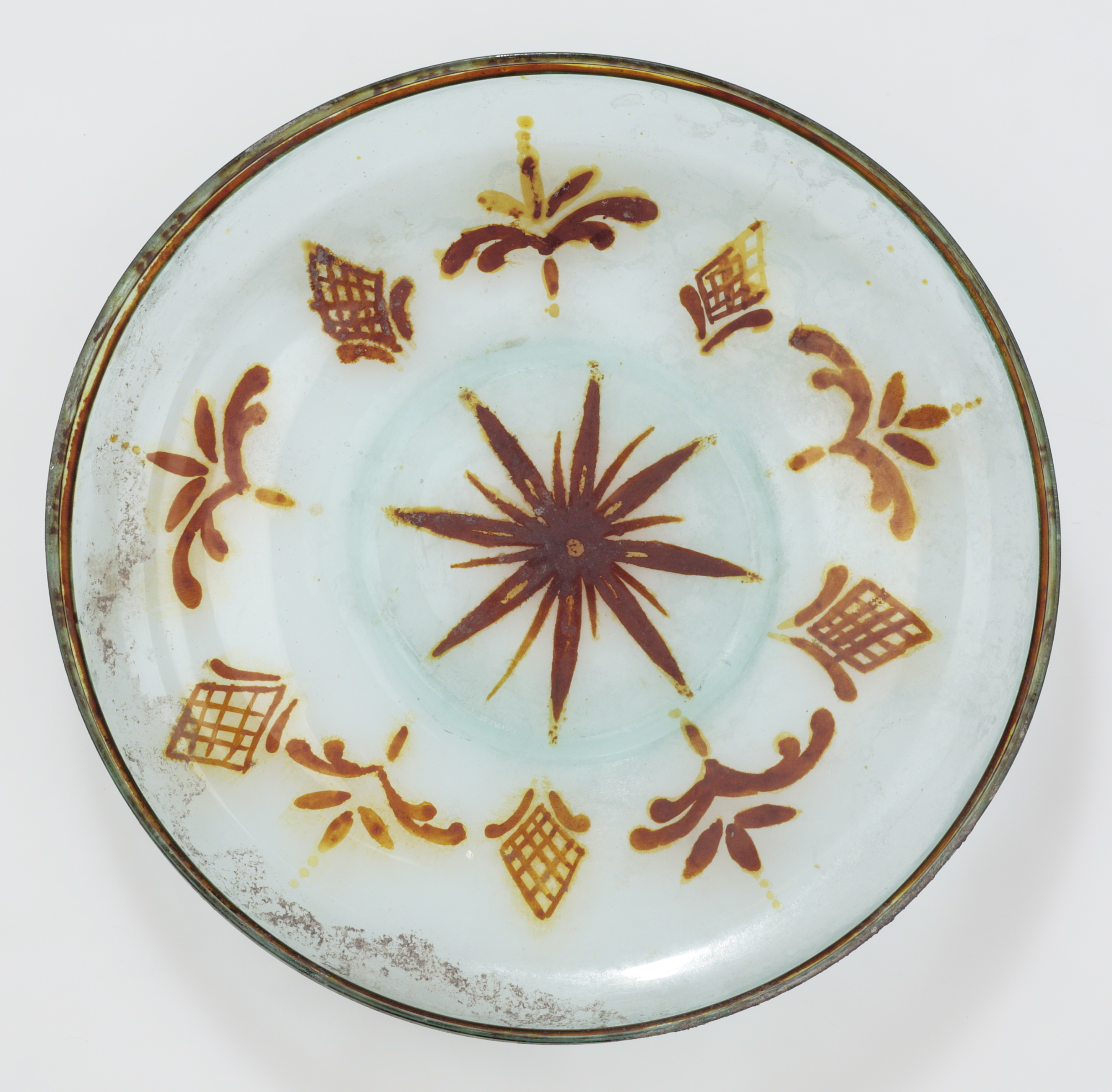
طبق فخاري لامع مزخرف بخط كوفي ، ربما يعود تاريخه إلى مصر، القرن الثامن أو التاسع
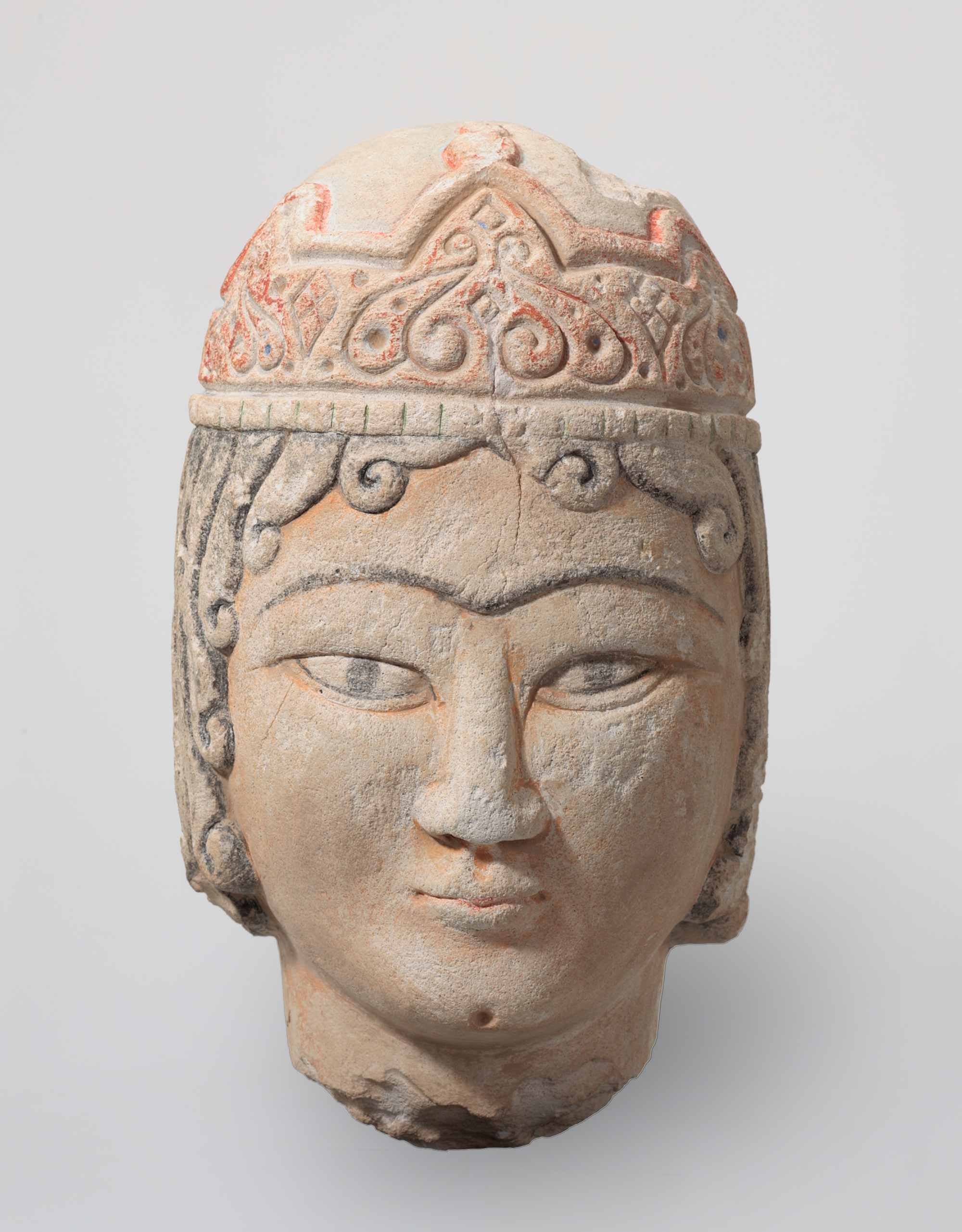
رأس متوج، آسيا الوسطى، القرن الثامن أو التاسع
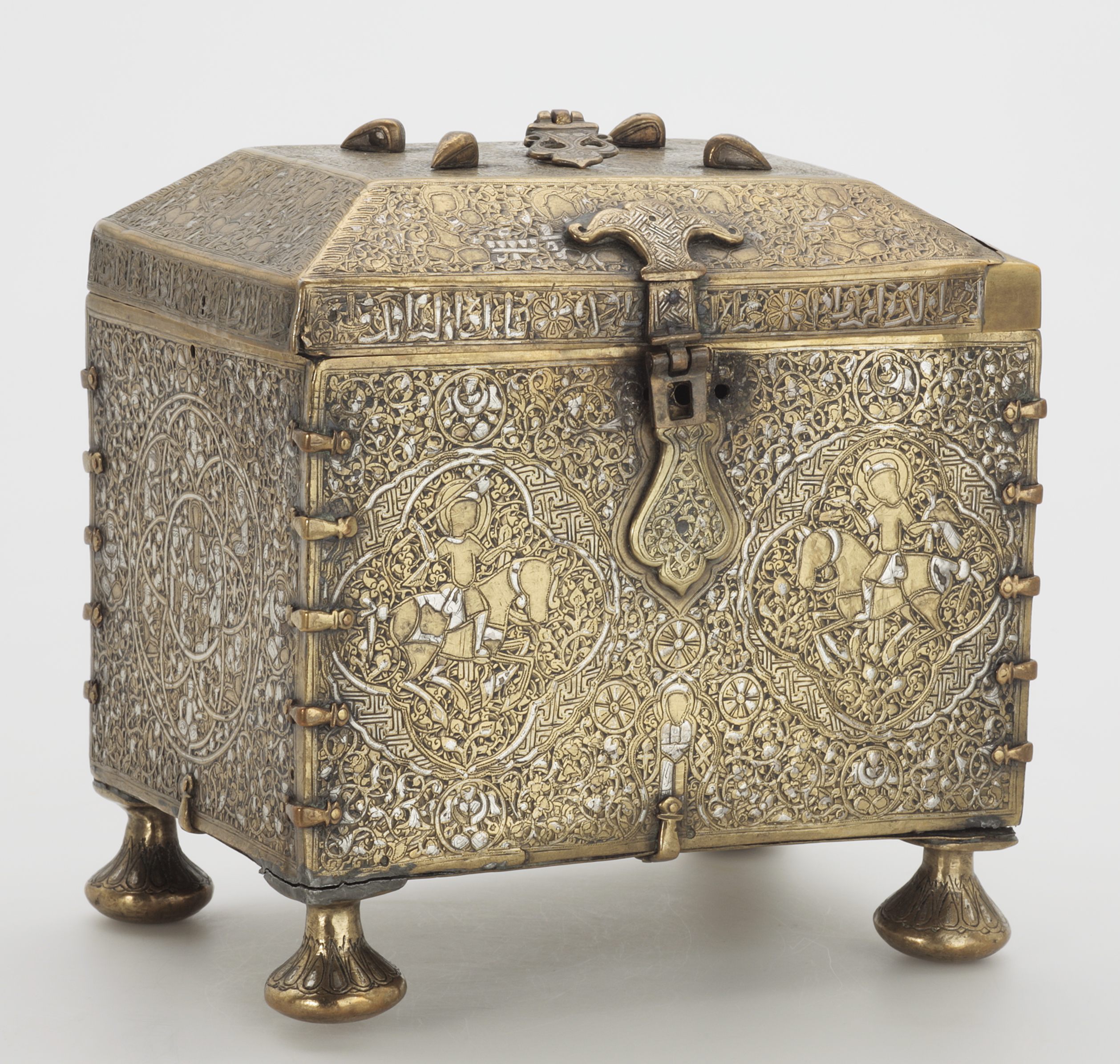
صندوق يحمل بقايا قفل مركب، إقليم الجزيرة ، أوائل القرن الثالث عشر
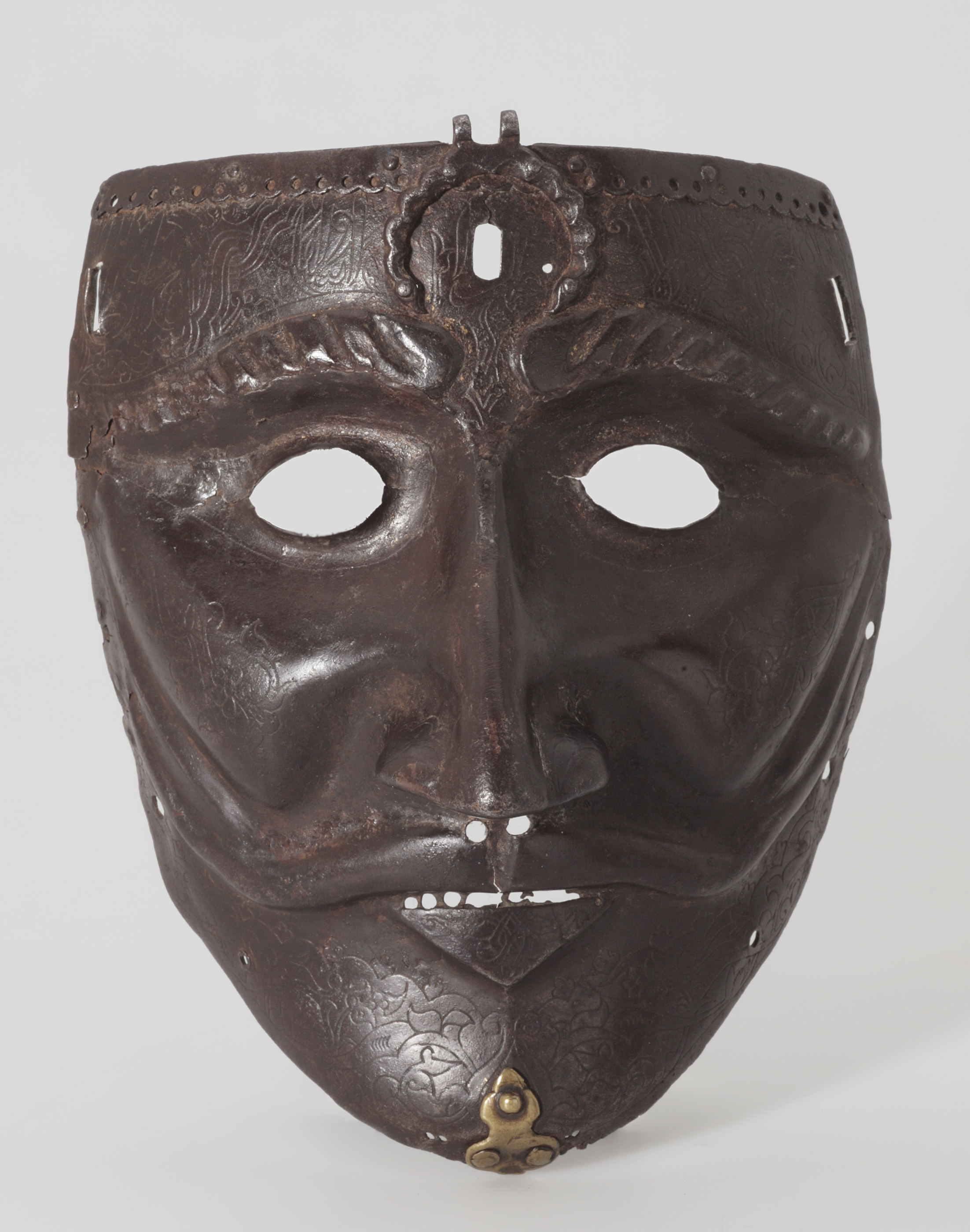
قناع حرب من الحديد والفولاذ، الأناضول أو غرب إيران، أواخر القرن الخامس عشر
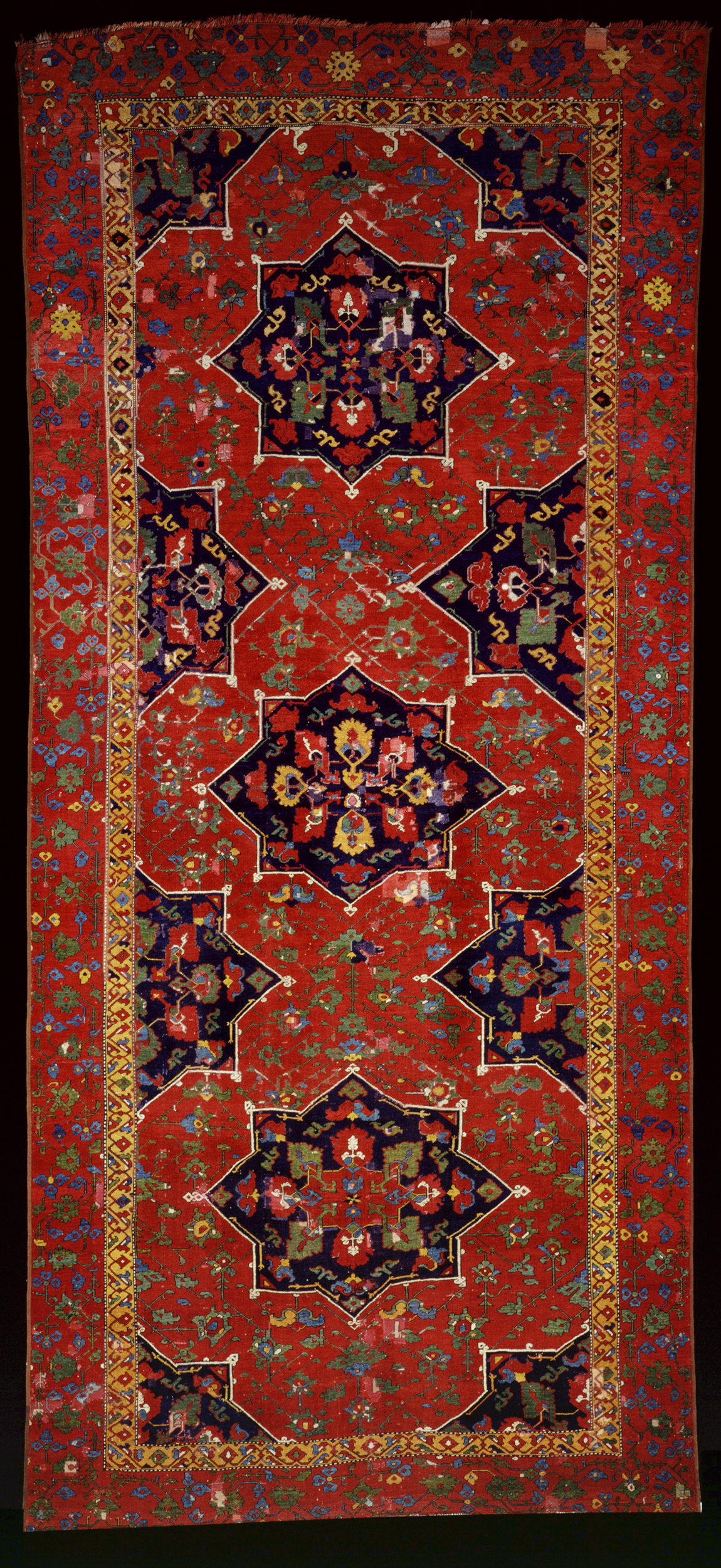
سجادة مزينة بميداليات نجمية، أوشاك ، تركيا، أواخر القرن الخامس عشر أو أوائل القرن السادس عشر
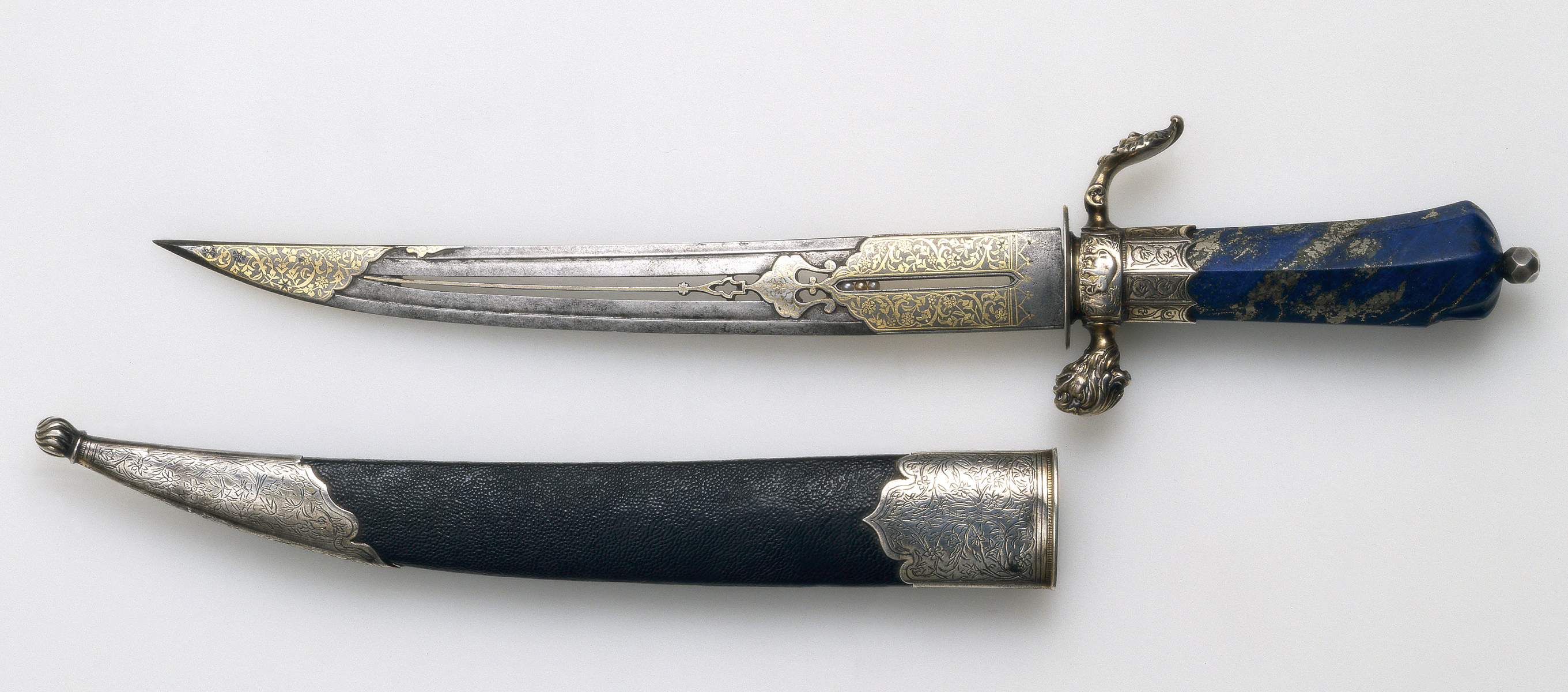
خنجر وغمد بشفرة فولاذية مطلية بالذهب، تركيا العثمانية، 1540-1550
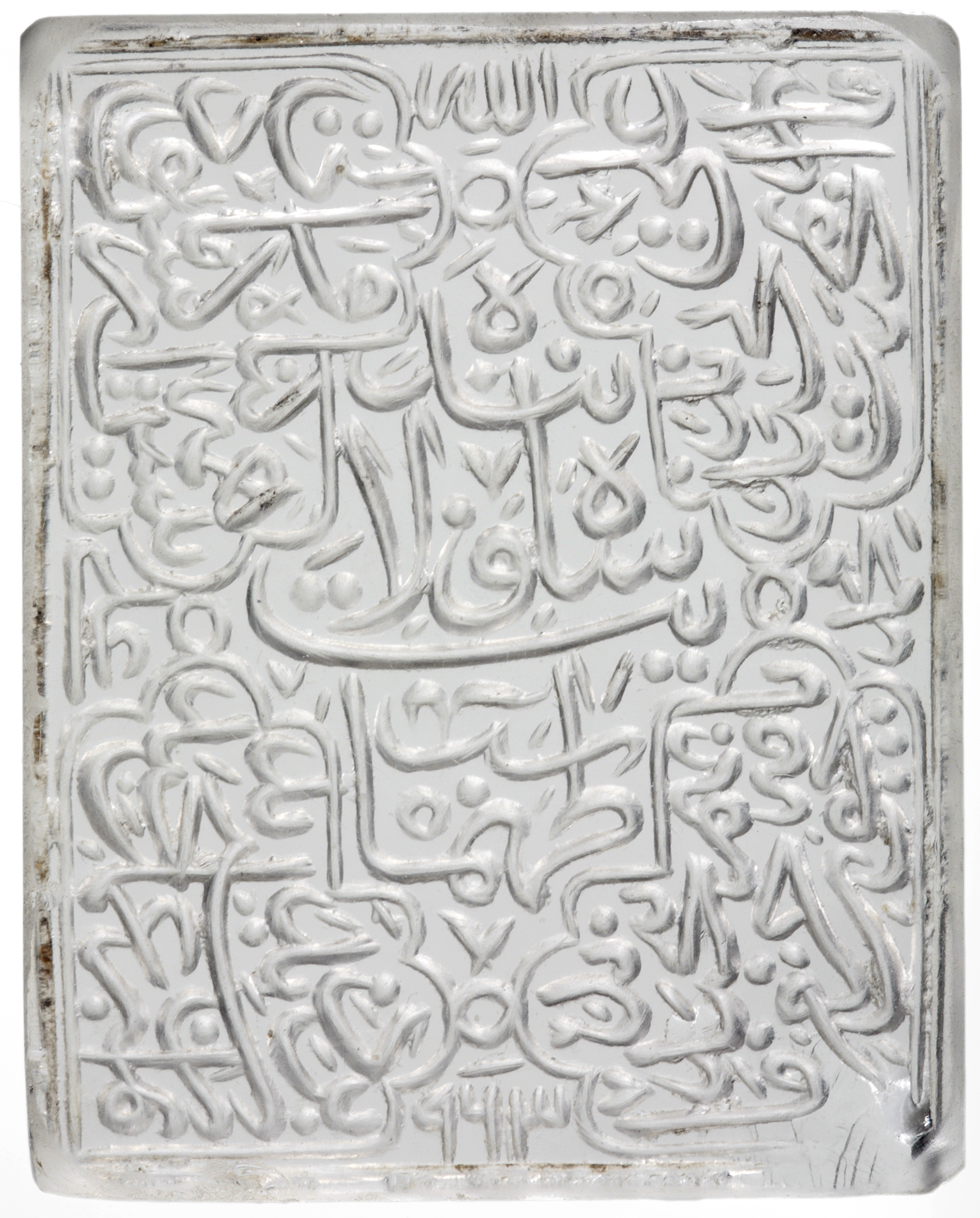
ختم طهماسب الأول محفور على بلورة صخرية خالية من العيوب، 1555-1556
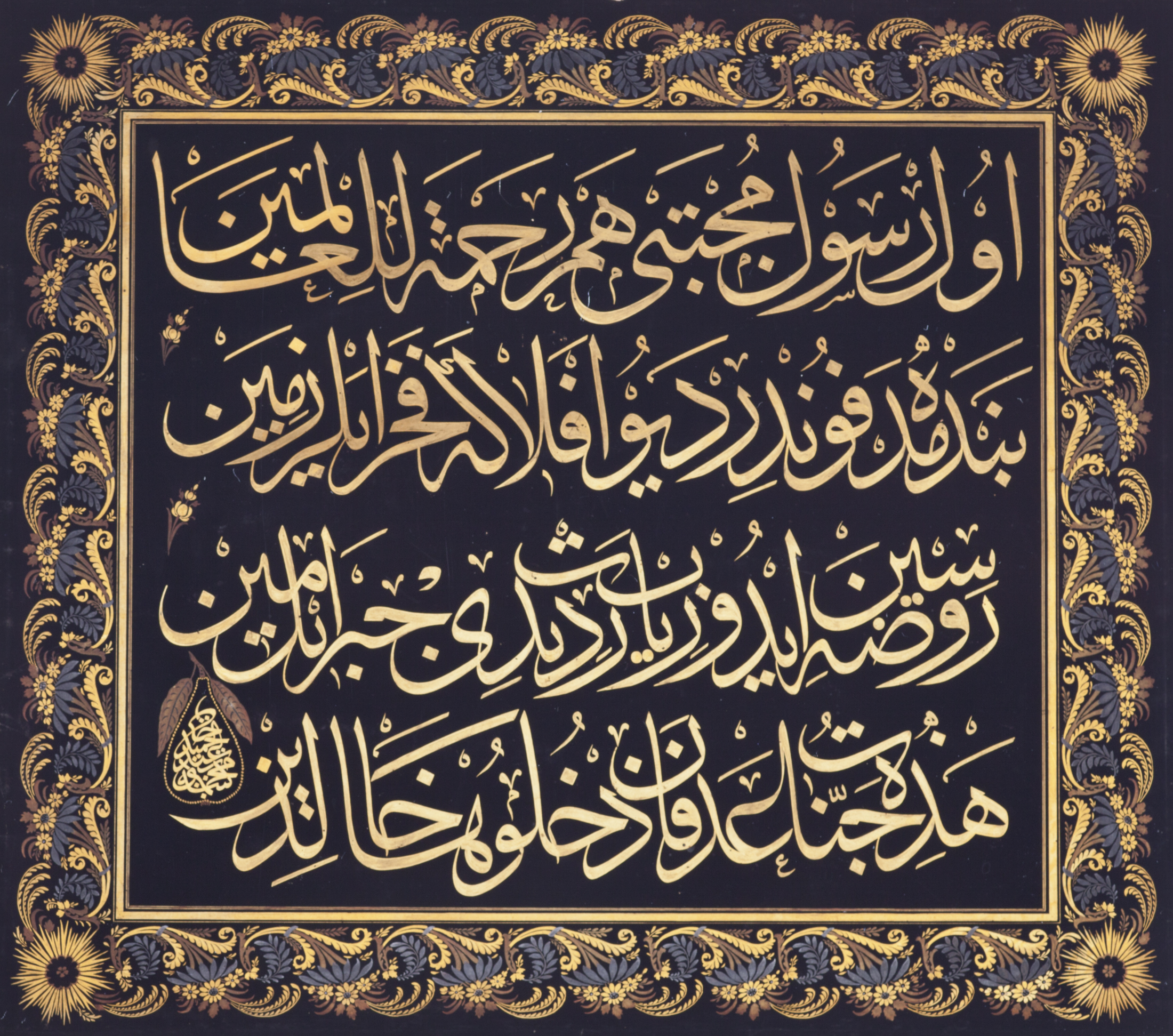
قصيدة في مدح النبي محمد، خطها ووقعها محمود الثاني، أوائل القرن التاسع عشر

## الأنشطة

### المعارض
كانت هذه المجموعة هي الأساس في عام 2008 لأول معرض شامل للفن الإسلامي أُقيم في الشرق الأوسط، وقد تم في قصر الإمارات في أبو ظبي. وكان هذا أيضًا أكبر معرض للفن الإسلامي أقيم في أي مكان حتى ذلك التاريخ. أُقيمَت معارض مستوحاة حصريًا من المجموعة في معرض نيو ساوث ويلز للفنون في سيدني، ومعهد العالم العربي في باريس، والكنيسة الجديدة في أمستردام، بالإضافة إلى العديد من المتاحف والمؤسسات الأخرى في جميع أنحاء العالم. وتوصلت دراسة أكاديمية لمعرض فنون الإسلام الذي أقيم في معرض الفنون في نيو ساوث ويلز عام 2007 إلى أن خليلي تكفل بتكاليف النقل والتأمين، فضلًا عن توفير المعروضات مجانًا. كان له أيضًا مساهمة تنظيمية في المعرض. كان الجزء الأكبر من المعرض عبارة عن أعمال فنية علمانية، وركز العرض على قيمتها الفنية بدلًا من الرسائل الدينية. وتؤكد المعارض على الروابط بين الديانات الإبراهيمية، وتسلط الضوء على الأعمال الفنية التي صنعها اليهود والمسلمون معًا، بالإضافة إلى الأعمال التي تصور شخصيات من الديانات الثلاثة.
إمبراطورية السلاطين: الفن العثماني من مجموعة الخليلي
- يوليو - سبتمبر 1995 متحف راث[الإنجليزية]، جنيف، سويسرا
- يوليو-أكتوبر 1996 معرض بروناي، كلية الدراسات الشرقية والأفريقية ، لندن، المملكة المتحدة
- ديسمبر 1996 – يونيو 1997 متحف إسرائيل ، القدس، (فلسطين المحتلة، تحت إدارة إسرائيلية)
- فبراير-أبريل 2000 جمعية الفنون الأربعة[الإنجليزية]، بالم بيتش، فلوريدا، الولايات المتحدة الأمريكية

عجائب الشرق: لوحات هندية من العصر المغولي من مجموعة خليلي
- مايو-يوليو 2000، متحف تل أبيب للفنون ، فلسطين المحتلة، تحت إدارة إسرائيلية)

إمبراطورية السلاطين: الفن العثماني من مجموعة الخليلي
- يوليو-أكتوبر 2000 معهد ديترويت للفنون ، ديترويت، ميشيغان، الولايات المتحدة الأمريكية
- أكتوبر 2000 – يناير 2001 متحف ألباكركي للفنون والتاريخ[الإنجليزية]، ألباكركي، نيو مكسيكو، الولايات المتحدة الأمريكية
- يناير - أبريل 2001 متحف بورتلاند للفنون[الإنجليزية]، بورتلاند، أوريغون، الولايات المتحدة الأمريكية
- أغسطس-أكتوبر 2001 متحف الفن الآسيوي في سان فرانسيسكو[الإنجليزية]، سان فرانسيسكو، كاليفورنيا، الولايات المتحدة الأمريكية
- أكتوبر 2001 – يناير 2002 متحف بروس للفنون والعلوم[الإنجليزية]، غرينتش، كونيتيكت، الولايات المتحدة الأمريكية
- فبراير-أبريل 2002 متحف ميلووكي للفنون ، ميلووكي، ويسكونسن، الولايات المتحدة الأمريكية
- مايو-يوليو 2002 متحف كارولينا الشمالية للفنون، رالي، كارولينا الشمالية، الولايات المتحدة الأمريكية
- أغسطس 2002 – يناير 2003 متحف الفن، جامعة بريغهام يونغ ، بروفو، يوتا، الولايات المتحدة الأمريكية

زخارف فارسية: الأنماط الإسلامية في أوروبا في القرن التاسع عشر
- أكتوبر-ديسمبر 2002 متحف لايتون هاوس[الإنجليزية]، لندن، المملكة المتحدة

إمبراطورية السلاطين: الفن العثماني من مجموعة الخليلي
- فبراير-أبريل 2003 متحف أوكلاهوما سيتي للفنون[الإنجليزية]، أوكلاهوما سيتي، أوكلاهوما، الولايات المتحدة الأمريكية
- مايو-أغسطس 2003، مركز فيرست للفنون البصرية[الإنجليزية]، ناشفيل، تينيسي، الولايات المتحدة الأمريكية
- أغسطس-نوفمبر 2003 متحف الفنون والعلوم في ولاية جورجيا الأمريكية[الإنجليزية]، ماكون، جورجيا، الولايات المتحدة الأمريكية
- نوفمبر 2003 - فبراير 2004 مركز فريك للفنون والتاريخ[الإنجليزية]، بيتسبرغ، بنسلفانيا، الولايات المتحدة الأمريكية

فنون الإسلام: كنوز من مجموعة ناصر د. خليلي
- يونيو-سبتمبر 2007 معرض نيو ساوث ويلز للفنون ، سيدني، أستراليا [110]
- يناير-مايو 2008، معرض واحد، قصر الإمارات ، أبو ظبي، الإمارات العربية المتحدة [111][112][113]
- أكتوبر 2009 – مارس 2010 معهد العالم العربي ، باريس، فرنسا

شغف الكمال: الفن الإسلامي من مجموعة الخليلي
- ديسمبر 2010 – أبريل 2011 الكنيسة الجديدة[الإنجليزية]، أمستردام، هولندا

### الإعارة للمتاحف والمعارض الفنية
إن مجموعة الجمال الأرضي، الفن السماوي: فن الإسلام ، وهي من المجموعة الإسلامية ومتحف الإرميتاج الحكومي، عُرضَت في:
- الكنيسة الجديدة[الإنجليزية]، أمستردام، كانون الثاني 1999 – نيسان 2000
- متحف الإرميتاج الحكومي ، سانت بطرسبرغ، 2000 – سبتمبر 2001
- غرف الإرميتاج، سومرست هاوس[الإنجليزية]، لندن (باسم الجنة على الأرض: فن من الأراضي الإسلامية - مختارات من مجموعة الخليلي ومتحف الإرميتاج الحكومي )، آذار-آب 2004

### المنشورات
يستخدم خليلي طاقم إنتاج وقد كلف أكثر من 30 خبيرًا أكاديميًا بتوثيق المجموعة في سلسلة من الكتب مكونة من 30 مجلدًا، وقد قام بتمويل نشرها. يتضمن كل مجلد أبحاثًا علمية حول مقتنيات المجموعة، بالإضافة إلى مقالات حول الفن الإسلامي لجمهور عام. المحرر العام هو جوليان رابي، المحاضر السابق في جامعة أكسفورد ومدير معرض فرير للفنون . ومن المساهمين الآخرين شيلا بلير، أستاذة الفن الإسلامي والآسيوي في كلية بوسطن؛ وفرانسوا ديروش من كوليج دو فرانس؛ وجيفري خان من جامعة كامبريدج؛ وجيه إم روجرز من كلية الدراسات الشرقية والإفريقية بجامعة لندن.  إن خليلي، الذي حصل على درجة الدكتوراه في الورنيش الإسلامي من كلية الدراسات الشرقية والإفريقية، هو أحد مؤلفي المجلد الخاص بالورنيش الموجود في المجموعة. ذكرت إحدى المراجعات أن كل مجلد "تم إنتاجه وفقًا لمعايير نادرًا ما نراها في هذه الزاوية الصغيرة من عالم الفن [...] مدعومة بمنح دراسية قوية من سلطات محترمة". عند مراجعة المجموعة الأولى من المجلدات، وصف روبرت إروين الإنتاج بأنه "على مستوى عالٍ جدًا بالفعل. الكتالوجات هي أعمال فنية بطريقتها الخاصة."
- Déroche، François (1992). Volume I – The Abbasid Tradition: Qur'ans of the 8th to the 10th centuries AD. The Nour Foundation. ISBN:9781874780519.
- James، David (1992). Volume II – The Master Scribes: Qur'ans of the 10th to 14th centuries AD. The Nour Foundation. ISBN:9781874780526.
- James، David (1992). Volume III – After Timur: Qur'ans of the 15th and 16th centuries. The Nour Foundation. ISBN:9780197276020.
- Bayani، Manijeh؛ Contadini، Anna؛ Stanley، Tim (1999). Volume IV, Part I – The Decorated Word: Qur'ans of the 17th to 19th centuries. The Nour Foundation. ISBN:9780197276037.
- Bayani، Manijeh؛ Contadini، Anna؛ Stanley، Tim (2009). Volume IV, Part II – The Decorated Word: Qur'ans of the 17th to 19th centuries. The Nour Foundation. ISBN:9781874780540.
- Safwat، Nabil F. (1996). Volume V – The Art of the Pen: Calligraphy of the 14th to 20th Centuries. The Nour Foundation. ISBN:9780197276044.
- Khan، Geoffrey (1993). Volume VI – Bills, Letters and Deeds: Arabic Papyri of the 7th to 11th Centuries. The Nour Foundation. ISBN:9781874780564.
- Freeman، Deborah (1993). Volume VII – Learning, Piety and Poetry. Manuscripts from the Islamic world. The Nour Foundation. ISBN:9781874780847.
- Leach، Linda York (1998). Volume VIII – Paintings from India. The Nour Foundation. ISBN:9780197276242.
- Grube، Ernst J. (1994). Volume IX – Cobalt and Lustre: The first centuries of Islamic pottery. The Nour Foundation. ISBN:9780197276075.
- Grube، Ernst J. (2007). Volume X – A Rival to China. Later Islamic pottery. The Nour Foundation. ISBN:9781874780878.
- Spink، Michael (31 ديسمبر 2009). Volume XI – Brasses, Bronze & Silver of the Islamic Lands, Part I and II. The Nour Foundation. ISBN:9781874780885.
- Maddison، Francis (1997). Volume XII – Science, Tools & Magic: Body and Spirit, Mapping the Universe, Part I and Mundane Bodies, Part II. The Nour Foundation. ISBN:9780197276105.
- Bayani، Manijeh (1997). Volume XIII – Seals and Talismans. The Nour Foundation. ISBN:9781874780779.
- Cohen، Steven (2011). Volume XIV – Textiles, Carpets and Costumes, Part I and II. The Nour Foundation. ISBN:9781874780786.
- Goldstein، Sidney M. (2005). Volume XV – Glass: From Sasanian antecedents to European imitations. The Nour Foundation. ISBN:9781874780502.
- Wenzel، Marian (1992). Volume XVI – Ornament and Amulet: Rings of the Islamic Lands. The Nour Foundation. ISBN:9780197276143.
- Spink، Michael؛ Ogden، Jack (2013). Volume XVII – The Art of Adornment: Jewellery of the Islamic lands. The Nour Foundation. ISBN:9781874780861.
- Carvalho، Pedro Moura (2010). Volume XVIII – Gems and Jewels of Mughal India. Jewelled and enamelled objects from the 16th to 20th centuries. The Nour Foundation. ISBN:9781874780724.
- Vardanyan، Aram R. (28 أبريل 2006). Volume XIX – Dinars and Dirhams. Coins of the Islamic lands. The early period, Part I. The Nour Foundation. ISBN:9781874780823.
- Vardanyan، Aram R. (28 أبريل 2006). Volume XX – Dinars and Dirhams. Coins of the Islamic lands. The later period, Part II. The Nour Foundation. ISBN:9781874780830.
- Alexander، David (1992). Volume XXI – The Arts of War: Arms and Armour of the 7th to 19th centuries. The Nour Foundation. ISBN:9781874780618.
- Khalili، Nasser D.؛ Robinson، B. W.؛ Stanley، Tim (1996). Volume XXII – Lacquer of the Islamic Lands, Part I. The Nour Foundation. ISBN:9781874780625.
- Khalili، Nasser D.؛ Robinson، B. W.؛ Stanley، Tim (1997). Volume XXII – Lacquer of the Islamic Lands, Part II. The Nour Foundation. ISBN:9781874780632.
- Vernoit، Stephen (1997). Volume XXIII – Occidentalism. Islamic Art in the 19th Century. The Nour Foundation. ISBN:9780197276204.
- Pinder-Wilson، Ralph؛ Chida-Razvi، Mehreen (28 أبريل 2006). Volume XXIV – Monuments and Memorials. Carvings and tile work from the Islamic world. The Nour Foundation. ISBN:9781874780854.
- Sims، Eleanor؛ Bayani، Manijeh؛ Stanley، Tim (28 فبراير 2006). Volume XXV, Part I – The Tale and the Image. Illustrated manuscripts and album paintings from Iran and Turkey (Part One). The Nour Foundation. ISBN:9781874780809.
- Rogers، J. M.؛ Bayani، Manijeh (28 أبريل 2006). Volume XXV, Part II – The Tale and the Image. Illustrated manuscripts and album paintings from Iran and Turkey (Part Two). The Nour Foundation. ISBN:9781874780816.
- Blair، Shelia (1995). Volume XXVII – A Compendium of Chronicles: Rashid al-Din's illustrated history of the world. The Nour Foundation. ISBN:9781874780656.

تقدم الدراسات في سلسلة دراسات في مجموعة الخليلي أبحاثًا حول الأشياء الموجودة في مجموعة الفن الإسلامي:
- Khan، Geoffrey (1992). Volume I – Selected Arabic Papyri. The Nour Foundation. ISBN:9781874780663.
- Soucek، Svat (1996). Volume II – Piri Reis and Turkish Mapmaking after Columbus, The Khalili Portolan Atlas. The Nour Foundation. ISBN:9781874780670.
- Sims-Williams، Nicholas (2012). Volume III – (Part One) Bactrian Documents from Northern Afghanistan, Legal and Economic Documents. The Nour Foundation. ISBN:9781874780922.
- Sims-Williams، Nicholas (2007). Volume III – (Part Two) Bactrian Documents from Northern Afghanistan, Letters and Buddhist Texts. The Nour Foundation. ISBN:9781874780908.
- Sims-Williams، Nicholas (2012). Volume III – (Part Three) Bactrian Documents from Northern Afghanistan, Plates. The Nour Foundation. ISBN:9781874780915.
- Goodwin، Tony (2005). Volume IV – Arab-Byzantine Coinage. The Nour Foundation. ISBN:9781874780755.
- Khan، Geoffrey (2007). Volume V – Arabic Documents from Early Islamic Khurasan. The Nour Foundation. ISBN:9781874780717.
- Chaldecott، Nada (2020). Volume VI – Turcoman Jewellery. The Nour Foundation. ISBN:9781874780939.

### الرقمنة
بالنسبة للعبة الفيديو أساسنز كريد: السراب لعام 2023، كانت مجموعة خليلي واحدة من أربع مؤسسات شريكة تقدم صورًا لقاعدة البيانات التعليمية للعبة. كان من بين الأشياء المستخدمة لتوضيح أجواء اللعبة في بغداد في القرن التاسع، وقد صوَّرَت اللعبة الإسطرلاب والتمثال الصغير لجمل وراكب من مجموعة الخليلي للفن الإسلامي. يتم أيضًا مشاركة الصور من المجموعة على ويكيبيديا والمنصات ذات الصلة بالإضافة إلى فنون وثقافة جوجل.

## الاستقبال
ذكرت صحيفة وول ستريت جورنال أن مجموعة خليلي هي أعظم مجموعة للفن الإسلامي على الإطلاق. وفقًا لإدوارد جيبس، رئيس قسم الشرق الأوسط والهند في دار سوثبي للمزادات، فإن هذه المجموعة هي الأفضل من نوعها في أيدي خاصة. كتب مؤرخ علم الفلك ديفيد أ. كينج أن "العديد من الأشياء [...] هي أعمال ذات جمال كبير واستثنائي في بعض الأحيان، سواء كانت مخطوطات مزخرفة أو أعمال فنية علمية." ووصف طاهر شاه، في مقال له في مجلة "عالم أرامكو السعودية "، مجموعة خليلي بأنها المجموعة الأكثر شمولًا من نوعها في العالم، فضلًا عن كونها الأفضل تصنيفًا: "إن احتضانها لكل مجال معروف تقريبًا من مجالات الحرف اليدوية التي سعت إليها الأراضي الإسلامية أمر غير مسبوق."

## طالع أيضًا
- المخطوطات القرآنية المبكرة